# 北野天神縁起絵巻
『北野天神縁起絵巻』（きたのてんじんえんぎえまき）は、平安時代の学者・政治家である菅原道真の生涯と、道真が死後怨霊となり京都北野の地に北野天神として祀られた顛末、さらにその後の北野天神の霊験譚を題材とした鎌倉時代の絵巻物。60点近い諸本が伝存し、最も古い北野天満宮所蔵の「承久本」は「根本縁起」と称され、国宝に指定されている。本項目では、絵を含まない『北野天神縁起』についても説明する。

## 概要

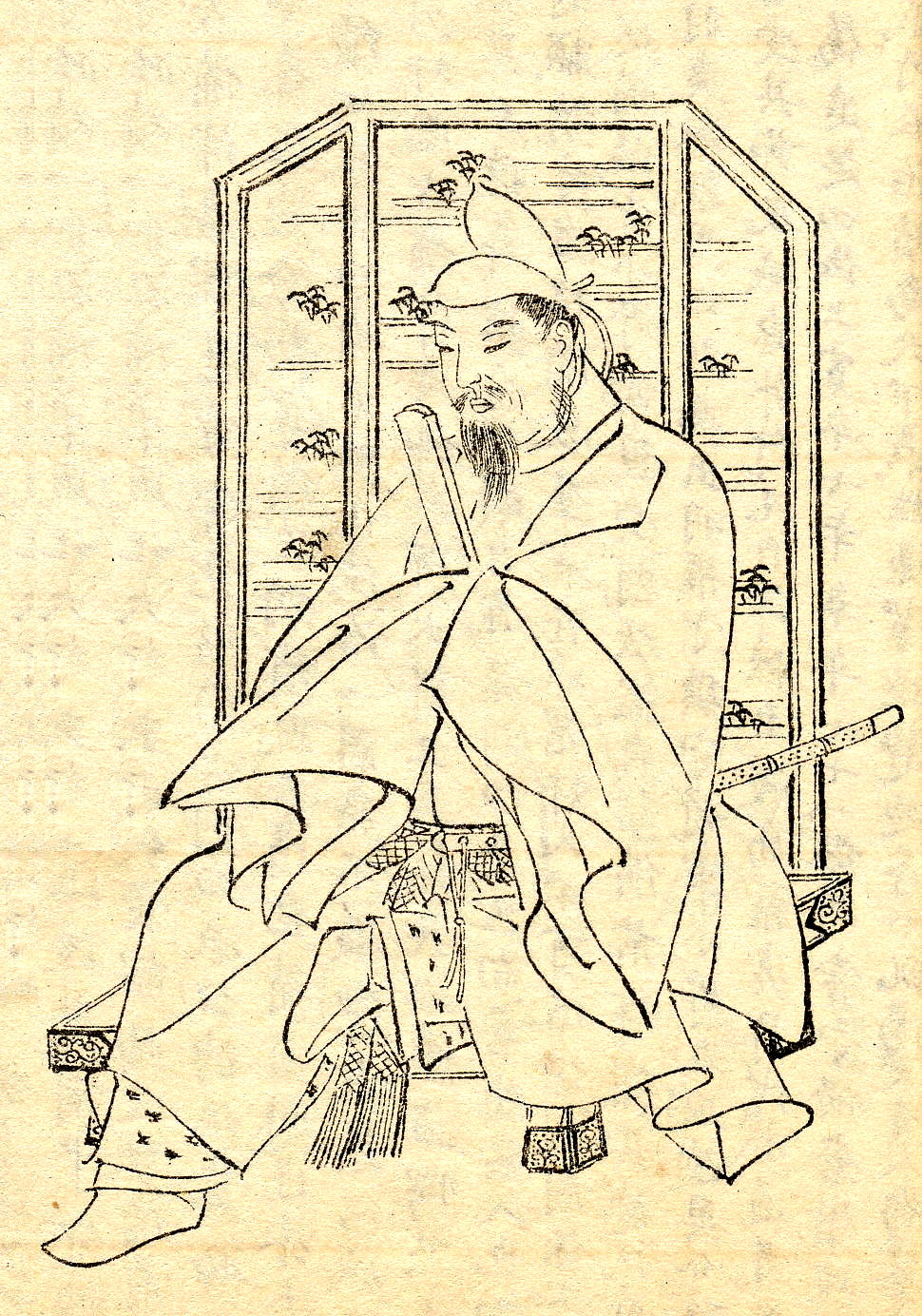
菅原道真

菅原道真は、学者の一族である菅原家の出身で、学者・文人としてすぐれた業績を残す一方、宇多天皇のもとで官人として栄達を遂げ、醍醐天皇の時代には右大臣の地位に昇った。しかし、左大臣・藤原時平らによる策謀とされる昌泰の変により大宰権帥に左遷され、失意のうちに配所の九州・大宰府で死去した。
しかしその後時平の妹の子である皇太子・保明親王が死去し、宮中の落雷で公卿にも死者が出る（清涼殿落雷事件）と、これらに加えてそれ以前の時平の病死も道真の怨霊によるものであるとみなされるようになり、道真の霊に対し左遷宣命の破棄・官位追贈により慰撫が行われた。さらに託宣によって道真は京都・北野の地に神として祀られるに至ったが、その神としての性質も、当初の怨霊という性格に雷神、学問の神といったものが加わり、摂関家の守護神ともみなされたために北野社は藤原氏からも崇敬を受け興隆した。
そのような背景のもと、平安時代末期（13世紀後半）ごろに北野社の縁起を伝えるために『北野天神縁起』が文章として書かれたとみられ、まもなく縁起文から絵巻物に発展した『北野天神縁起絵巻』が作られたと考えられている。社寺縁起絵巻としては『信貴山縁起絵巻』、『粉河寺縁起絵巻』に次いで古く、中野玄三は初の本格的社寺縁起絵巻であるとの評価を与えている。前2者が一続きの長い絵によって縁起を描く連続式絵巻であるのに対し、承久本『北野天神縁起絵巻』は詞書と絵を交互に配置し文章で詳しく縁起を説明する段落式絵巻の形態をとっている。
天神信仰が全国的な広まりを見せたことから、天神縁起絵は鎌倉時代から明治時代にかけて全国で制作され、各地の寺社独自の縁起を加えられたり巻子本以外にも冊子本・掛幅・扇面画など様々な形態で作られるようになったりと大きく展開した。日本の絵巻物では最大の一群となっている。
江戸時代の俵屋宗達による『風神雷神図屏風』や『牛図』は『北野天神縁起絵巻』の図様を転用したものである。

## 菅原道真の神格化

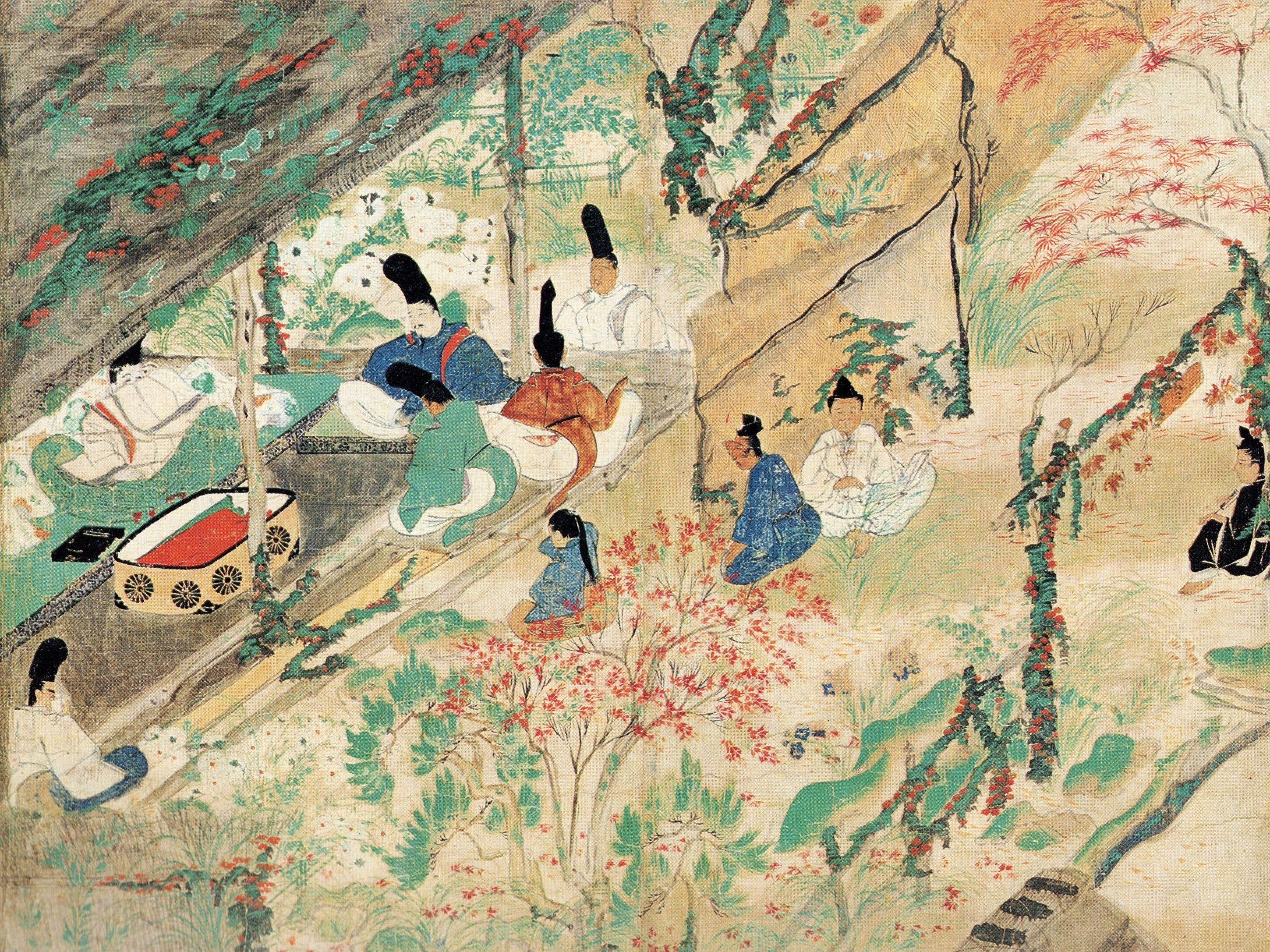
大宰府の配所で恩賜の御衣を取出し嘆く道真（承久本北野天神縁起絵巻）

承和12年（845年）、菅原道真は学者の家系である菅原氏に、従三位参議文章博士・菅原是善の子として生まれた。文章生・文章得業生を経て、貞観12年（870年）に方略試に及第し、翌年玄蕃助・少内記に任官し、文章博士・加賀権守・讃岐守を歴任。さらに蔵人頭・参議・中納言を経て権大納言兼右近衛大将に昇り宇多天皇に重用され、醍醐天皇の即位後の昌泰2年（899年）には右大臣となり左大臣・藤原時平とともに朝廷の中枢を担ったが、昌泰4年（901年）正月に大宰権帥への左遷が決まり、延喜3年（903年）2月25日、失意の中同地で没した。
『日本紀略』において、道真の怨霊について最初に言及した記述は、彼の死から20年後の延喜23年（923年）3月21日条で、皇太子保明親王の死去が道真の霊魂によるものだとしているものである。同年4月20日条には、道真を元の右大臣に復官し、正二位を贈位したことが見える。同年閏4月11日には洪水疫病を理由として延喜から延長に改元されたが、『江談抄』や北野天神縁起ではこれも道真の怨霊と結びつけられて語られることとなった。さらに延喜9年（909年）の時平の死去も道真の怨霊の仕業とされ、『日本紀略』では特段の記述がなく単にその死を伝えるだけだったものが、『扶桑略記』では『浄蔵伝』を引用する形で道真の怨霊に苦しめられて時平が死去したことを述べる。

延長8年の清涼殿落雷事件（承久本北野天神縁起絵巻）

延長8年（930年）6月26日、清涼殿に落雷があり（清涼殿落雷事件）、大納言・藤原清貫や右中弁・平希世が死亡した。この事件は『扶桑略記』『日本紀略』においては道真と結びつける記述がなく、当初は道真と雷神は同一視されていなかったと考えられる。とはいえ道真と雷神を関連させる契機となったのがこの落雷事件であったことは間違いなく、延長8年の落雷を道真の霊による様々な災厄の一つとして記述した『道賢上人冥途記』（『扶桑略記』天慶4年（941年）条所引）が火雷天気毒王を太政威徳天（道真）の第三の使者として書いているのが初例であると考えられる。『道賢上人冥途記』もしくは『日蔵夢記』（『北野文叢』巻11所引）は、道賢日蔵という僧が金峯山で修行中にあの世を巡り太政威徳天となった道真に会い、道真配流の罪などにより地獄で苦しむ醍醐天皇から抜苦を託されるという内容の文書であり、北野天神縁起でもこの内容を取り入れている。『将門記』に八幡大菩薩の託宣と道真の霊が書いた位記により平将門が新皇を称したという逸話が見られるように、この時期承平・天慶の乱の発生により社会不安が増大していた。

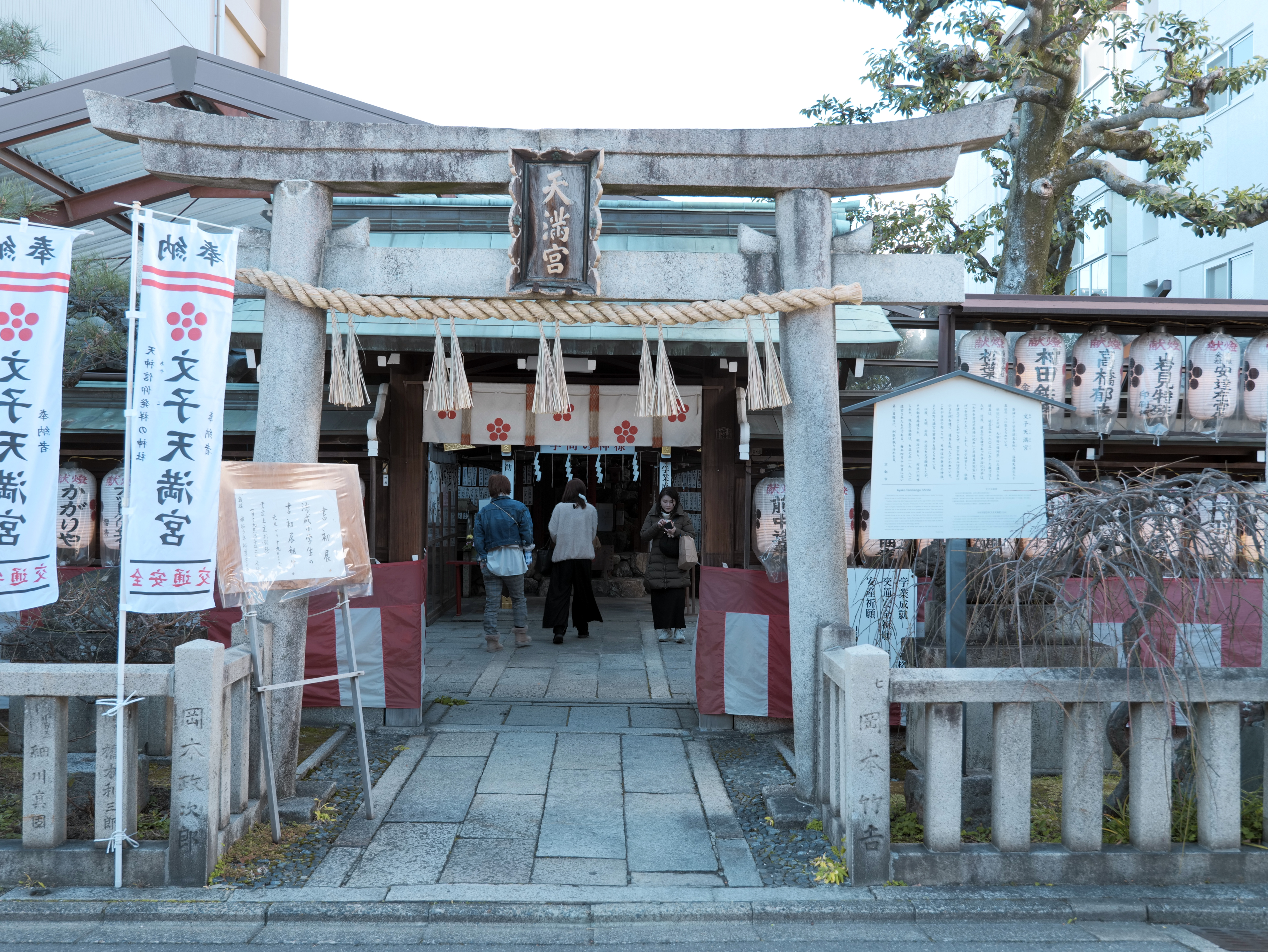
文子天満宮

道真が神として祀られたのは、『北野天神縁起』に書かれるように天慶5年（942年）西京七条二坊に住む多治比の女あや子に託宣が下り、祠を設けたのがはじまりとされる（文子天満宮）。続いて天慶9年（946年）近江比良宮の童子太郎丸に託宣があり、禰宜・神良種が朝日寺の僧・最鎮とはかり天暦元年（947年）北野の地に祭祀されたのだという。なお北野はそれ以前から神を祀る地となっており、『続日本紀』承和3年（836年）2月朔日条に北野に天神地祇を祀っていたことが見え、『西宮記』巻7裏書には元慶年間に藤原基経が雷公を祭祀したことに由来するとして延喜4年（904年）12月19日に左衛門督藤原朝臣を使わして北野に雷公を祀らせた記録がある。北野における道真奉斎に関しては、あや子らの勢力と最鎮らの勢力による祭祀主導権の争いを想定する研究もある。
貞元元年（976年）以降菅原氏の氏人が北野の寺務を領知することとなり、菅原氏の氏神的性質を帯びるようになった。『小右記』によれば正暦4年（993年）6月25日に託宣によって正一位贈位・左大臣贈官が行われ、同閏10月4日には内大臣・藤原道兼の夢枕に菅公の霊が立ったとして20日に太政大臣を追贈された。また怨霊・雷神という性質に加えて学問の神という面も現れるようになったことが寛和2年（986年）慶滋保胤の「賽菅丞相廟文」（『本朝文粋』巻13）や寛弘9年（1012年）大江匡衡の祭文（『本朝文粋』巻13）から見て取れる。また時平の弟・忠平の子孫の摂関家からも崇敬され、摂関家の守護神ともみなされるようになった。

## 北野縁起

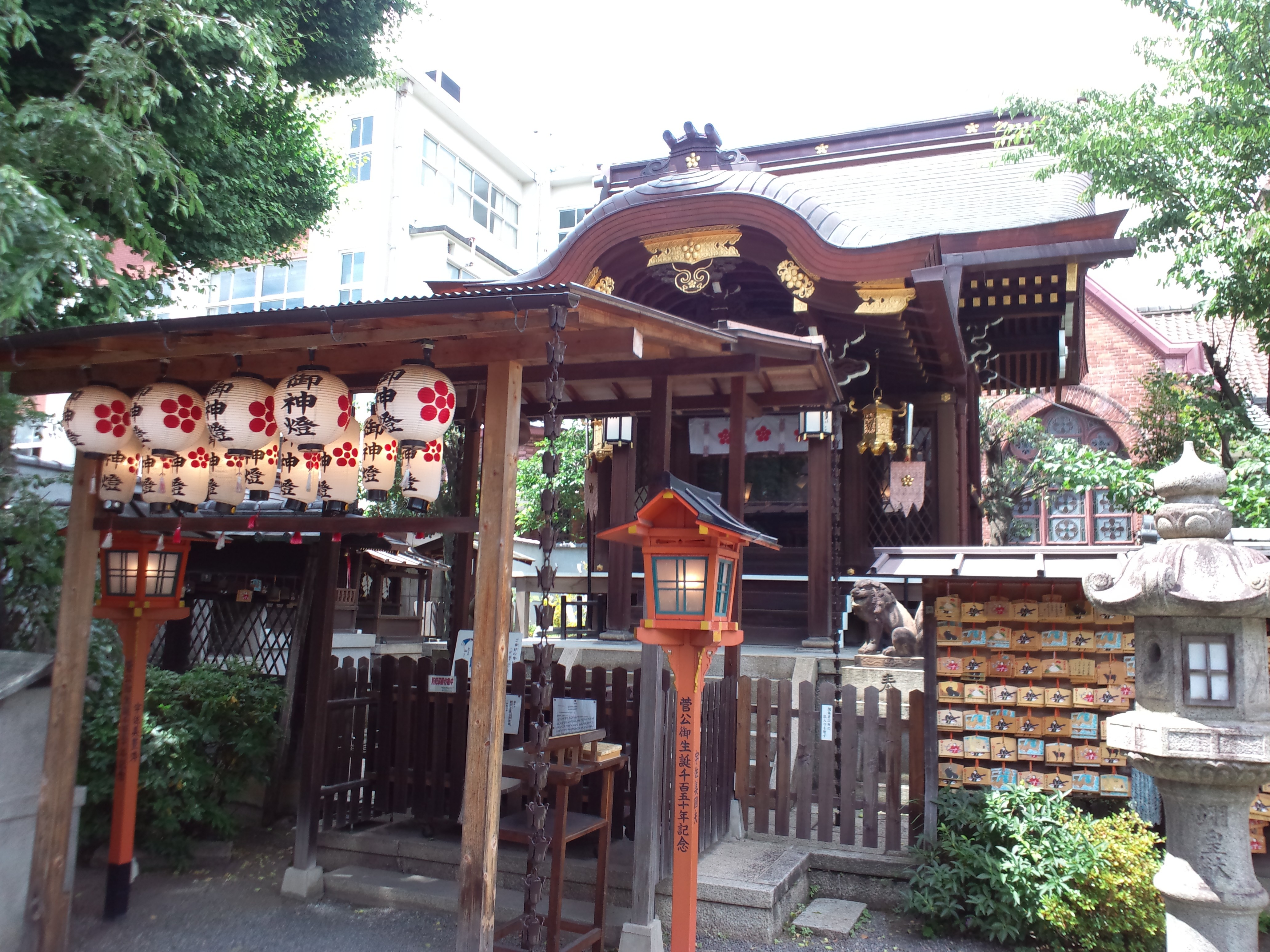
菅原邸跡とされる菅原院天満宮

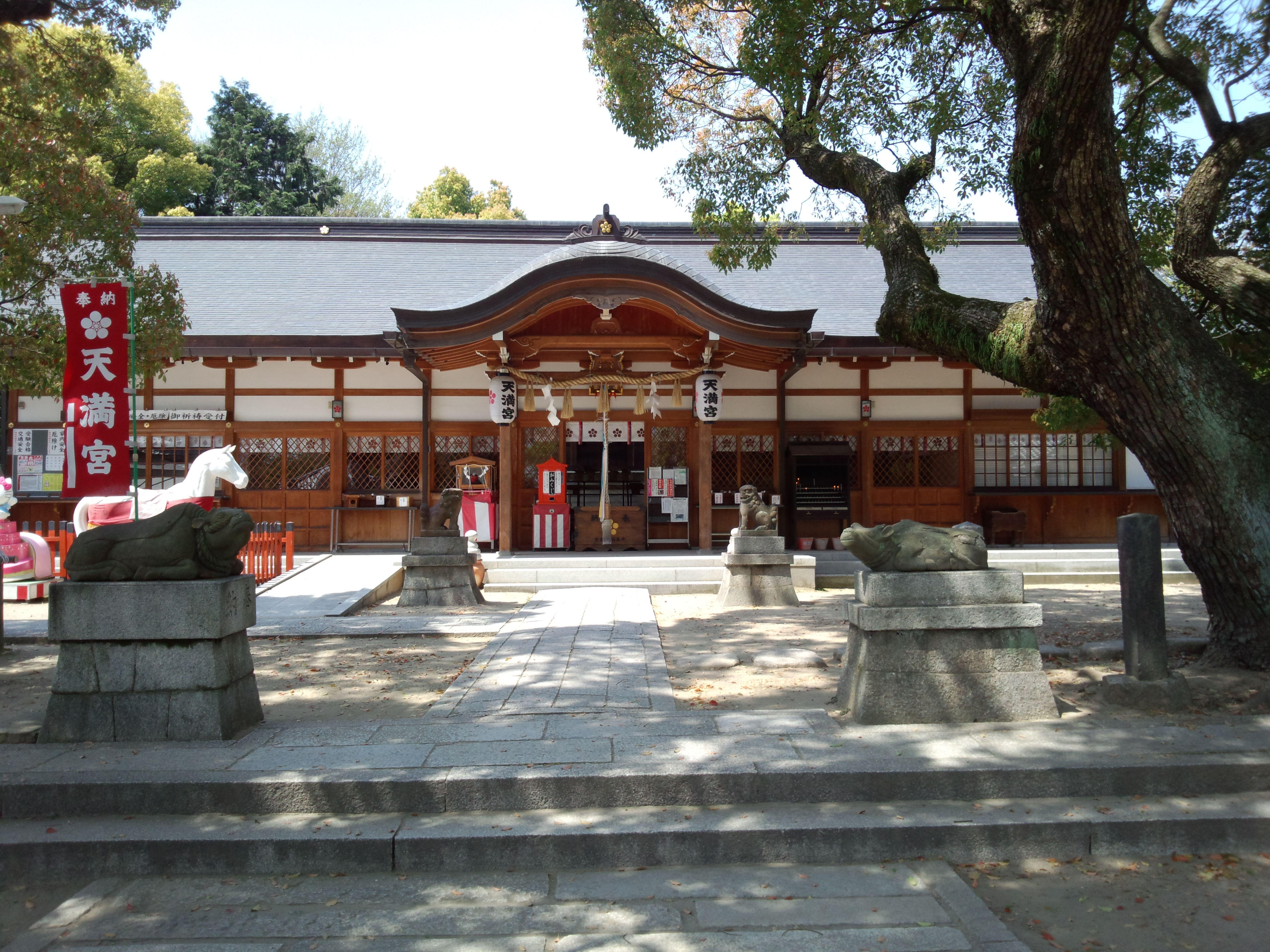
道真が五十の賀を祝った吉祥院天満宮

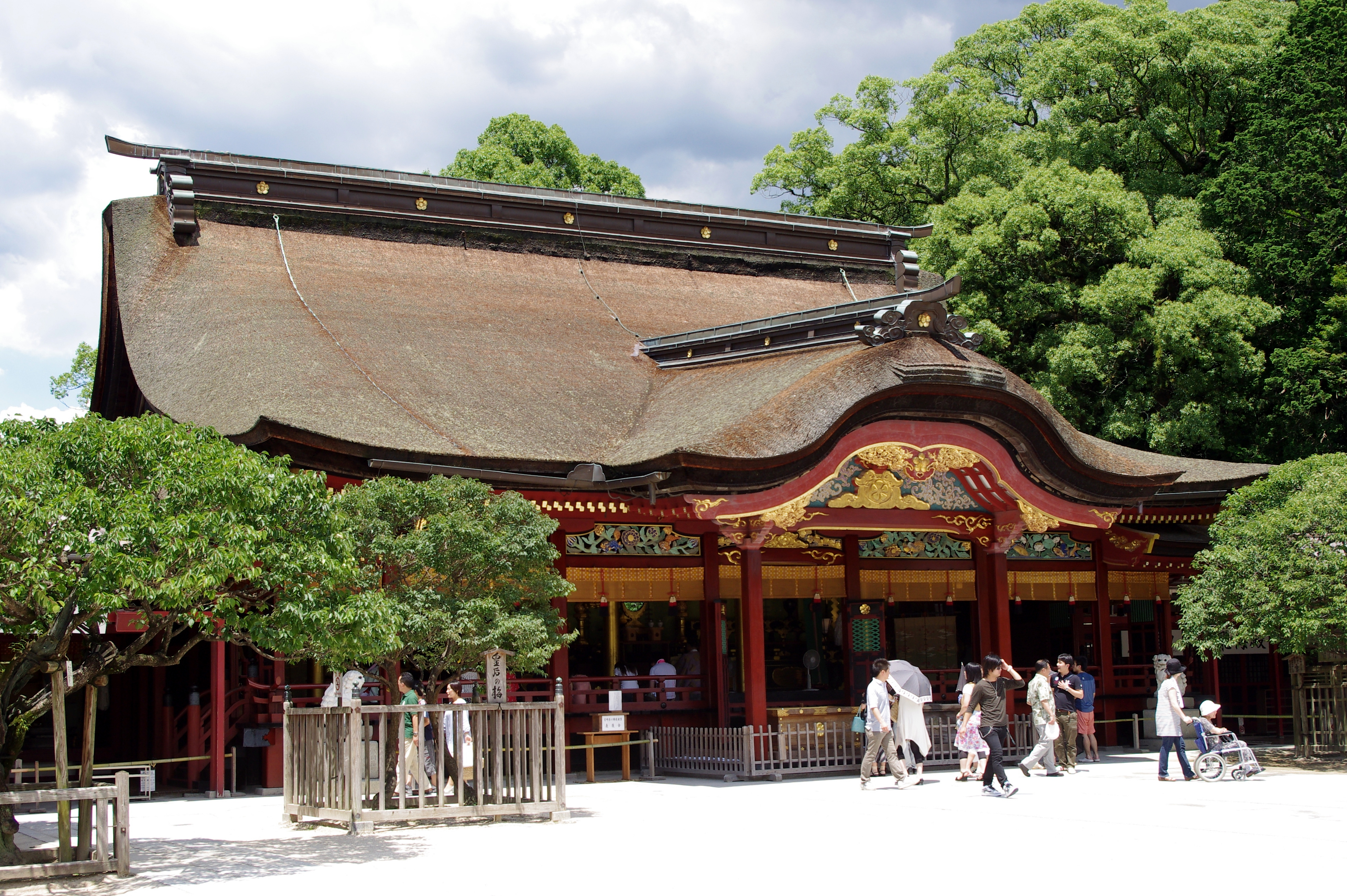
道真の埋葬地、安楽寺に由来する太宰府天満宮

### 建久本
『北野天神縁起絵巻』の絵画の成立よりも早く、その縁起文については絵巻成立以前に形作られていたことが確認できる。
現存する最も古い縁起文とみられているのは、建久5年（1194年）成立とされる「建久本」である。宗淵『北野文叢』第12巻に採録される『五条菅家本天神記』に「建久五年十月廿四日書写」の奥書があることから「建久本」と呼ばれている。ただし村上学は『方丈記』または『平家物語』を典拠としているとみて建久年間よりも20年以上遅い時期の成立という説を示している。ただし建久3年（1192年）8月の洪水に言及しながらも建久6年の大風や7年の京都火災に触れないことから、建久5年の成立とみてよいとする再反論もある。
なお、建久本よりも先行する縁起文が存在したことも想定されている。建久本は「八月祭の事」で締めくくられているが、「北野宮繁盛の事」も本来縁起の結びとして書かれたとみられることから、「八月祭の事」などを含まない先行本が存在したという見方である。

### 建保本
建久本に次いで古い縁起文が建保年間（1213年 - 1219年）ごろの成立とされる「建保本」である。
『北野文叢』第15巻が採録する『豊宮崎宮本』には「爰に一条院御宇、寛弘元年甲辰十月廿一日辛丑の日、はじめて行幸なりしより、建保の今にいたるまで、聖主八十二代、つもるとし月、二百余歳までになりにけり」とあることから「建保本」と呼ばれている。
建保本の内容はほぼ建久本と一致しているが、巻末近くの「仁和寺阿闍梨」と「八月祭」の間に「仁和寺念西」「銅細工娘」の2つの話が加わっている。これらは従来建保本成立過程で新たに挿入されたものと考えられてきたが、須賀みほは現存建久本には脱落が散見されることから、建久本と建保本の共通祖本から建久本が成立する過程または建久本が筆写されていく過程のいずれかで2話は抜け落ちたもので、建保本との共通祖本の段階で既に含まれていたものであるという説を唱えた。

### 内容
| 内容                 | 要約 | 原典                                           |
| -------------------- | --- | ---------------------------------------------- |
| 幼稚化現             | 菅原是善邸の庭に5、6歳の幼児が現れ、是善が何者か問いかけると、「定まった家もなく父母もない。あなたを親としたい」と答えたので、是善は我が子として育てた。                                                           | 『菅家御伝記』                                 |
| 幼時詩作             | 道真は11歳ではじめて漢詩を作り、13、4歳の時には既に並ぶ者はいなかった。 | 『北野天神御伝』『菅家文草第一』               |
| 大戒論序             | 貞観8年（866年）11月、21、2歳で文章生だった道真は、安恵に依頼された是善に命じられ円仁の『顕揚大戒論』の序を書いた。                                                                                                | 『菅家文草第七』                               |
| 良香邸弓遊           | 貞観12年（870年）春、都良香邸にて文章生らの弓遊があり、試みに道真に射させると百発百中の勢いであった。良香はこれはこの春の対策で道真が正鵠を射るしるしであると評した。                                              | 『北野天神御伝』                               |
| 献策                 | 貞観12年春、道真は方略試を受けた。道真は思案するそぶりをしたため、そこを通りかかった橘広相は嵯峨の隠君子に尋ねるために馬を走らせた。                                                                               | 『江談抄第五』                                 |
| 吉祥院五十賀         | 寛平6年（894年）10月、吉祥院で道真が五十歳の賀の会修を行った際、翁が現れて砂金と願文を奉った。 | 『北野天神御伝』                               |
| 一時中十首詩作       | 寛平7年（895年）3月、春宮（醍醐天皇）の令旨を受けて道真は一時の間に十の漢詩を作った。翌年ふたたび命じられて二十の漢詩を作った。                                                                                    | 『菅家文草第五』                               |
| 菅家廊下             | 祖父・清公の代に創始された菅原家の私塾・菅家廊下は道真の代にいっそう盛んになった。 | 『北野天神御伝』                               |
| 任大納言大将         | 寛平9年（897年）6月、道真は大納言兼大将に任じられた。 | 『北野天神御伝』                               |
| 任右大臣             | 昌泰2年（899年）2月、右大臣に任じられた。 | 『北野天神御伝』                               |
| 家集天覧             | 昌泰3年（900年）8月、祖父・父・自身3代の集を天覧に備えられた。 | 『北野天神御伝』『菅家後集』                   |
| 朱雀院行幸政務委任   | 昌泰3年正月、朱雀院に行幸があり、醍醐天皇と宇多上皇が、左大臣・藤原時平と道真、いずれに政務を委ねるかについて密議を行い、道真を召して政務委任の仰せが下った。                                                      | 『永観二年託宣記』                             |
| 時平讒言             | これを恨んだ時平は讒言を行った。 | 『永観二年六月託宣記』『扶桑略記』第27         |
| 椋木法皇             | 昌泰4年（901年）正月、道真を太宰権帥として流罪にするとの宣旨が下り、宇多法皇は内裏に向かったが、蔵人頭・藤原菅根に阻まれて椋の木の下で悲嘆に暮れた。                                                               | 『扶桑略記』『大鏡』『江談抄』第3              |
| 紅梅殿別離           | 道真一族は各方面に流罪となり、住み慣れた都の紅梅殿に別れを告げた。 | 『大鏡』                                       |
| 西下                 | 筑紫国の大宰府へ向けて西下。 | 『菅家後集』『正暦三年十二月託宣記』『大鏡』   |
| 恩賜御衣             | 延喜元年（901年）9月、右大臣右大将であった前年の同日に詩を作った際に、帝から賜った御衣を見て詩を作る。 | 『菅家後集』『大鏡』                           |
| 後江相公登省         | 大江朝綱が登省の際の試験で道真の詩を挙げたことで落第を免れた。 | 『江談抄』第5                                  |
| 送後集長谷雄         | 延喜3年（903年）正月ごろ、昌泰3年8月以降大宰府における作などを『菅家後集』として紀長谷雄に贈り、これを見た長谷雄は嘆息した。                                                                                       | 『北野天神御伝』『菅家後集』                   |
| 天拝山               | 道真は自身罪がない旨の祭文を作って高山に登り、天道に訴えてその身は天満大自在天神となった。 | 『江談抄』第6                                  |
| 薨去安楽寺墓所       | 延喜3年2月25日に道真は死去。その遺骸を運ぶ牛車が道中で動かなくなったため、そこを墓所と定め、後の安楽寺となった。                                                                                                   |                                                |
| 柘榴天神             | 延暦寺座主・尊意のもとに道真が化来し訴え、道真が妻戸に吐きかけた柘榴が燃え上がった。尊意は灑水の印を結んで火を消したが、焦げた妻戸は今に残るという。                                                               |                                                |
| 清涼殿霹靂           | 清涼殿に落雷霹靂し、時平は太刀を抜き、天神に向かって生前自分の次席だったからには、たとえ神になったとしても遠慮すべきであろうと言ってにらみつけた。                                                                 | 『大鏡』                                       |
| 尊意鴨川渡水         | 尊意が宣旨を受けて参内する道中、洪水の鴨川は水が去って陸地のようになった。 |                                                |
| 時平薨去             | 延喜9年（909年）3月、時平は病気となり、浄蔵に祈祷を行わせたところ、時平の両耳から青龍の頭が出てきて浄蔵の父・三善清行に語りかけ、浄蔵が退散すると時平は死去した。                                                  | 『扶桑略記』浄蔵伝                             |
| 時平子孫栄枯         | 時平の娘女御、長男保忠、三男敦忠は早くに亡くなり、道真を深く畏れた次男顕忠だけが大臣にまで昇った。心誉ら仏道に入った子孫だけは僧正・法印に昇ることができた。                                                       | 『大鏡』                                       |
| 公忠蘇生奏上         | 延喜23年（923年）4月、源公忠が頓死、冥界で道真に会った公忠は蘇生後参内奏上した結果、道真を元の右大臣に復し、正二位に昇階させ、また延長への改元が行われた。                                                         | 『江談抄』第3                                  |
| 菅公清涼殿化現       | 清涼殿に道真が化現し、醍醐天皇に昔のことを語るということがあった。 | 『正暦三年託宣記』                             |
| 清涼殿落雷           | 延長8年（930年）6月26日、清涼殿に落雷があり、藤原清貫・平希世らが死傷した。これは天満天神の眷属・火雷火気毒王のしわざである。                                                                                      | 『扶桑略記』『日本紀略』後編1                  |
| 延喜帝落飾崩御       | 同年9月、醍醐天皇は譲位し、まもなく出家崩御した。 | 『扶桑略記』『日本紀略』後編1                  |
| 日蔵上人巡歴         | 承平4年（934年）8月、金峰山の窟で修業していた道賢日蔵は息絶え、金剛蔵王の導きで三界六道を巡った後蘇生した。日蔵は太政威徳天に会った後、鉄窟地獄で苦しむ醍醐天皇から善根を託された。                                | 『道賢上人冥途記』『扶桑略記』第25             |
| 綾子託宣             | 天慶5年（942年）7月12日、西京七条二坊に住む多治比の娘あや子に託宣があり、一祠を設けて祭祀した。 | 『北野創建縁起』                               |
| 太郎丸託宣           | 天慶9年（946年）近江国比良宮禰宜・神良種の7歳の男子に託宣があった。 | 『天暦元年三月十二日比良宮託宣記』『菅家後集』 |
| 右近馬場相議社殿建立 | 良種は託宣を持って右近馬場（右近衛府の管理する馬場）へ赴き、朝日寺の住僧と相議している間に一夜にして松林を生じた。寺僧の最鎮やあや子の伴類ら一同は力を合わせて社殿を建立した。                                     | 『最鎮記文』                                   |
| 九条殿信心           | 天徳3年（959年）九条右大臣藤原師輔は社殿を造営し宝物を寄進した。師輔の父・忠平は時平の弟であったが道真と親しく、この家は信心の力により今日まで皇胤・摂政の絶えることがない。                                       | 『最鎮記文』『正暦三年十二月四日託宣記』       |
| 天神三界自在         | 天満大自在天神は一時の間に三界を巡ることができると託宣にある。 | 『永観二年託宣記』                             |
| 内裏造営虫食和歌     | 円融天皇の御代、3度の内裏焼亡があり、その際の造営で紫宸殿の裏板の虫食が和歌となっており、北野社の修造を言う歌だと解釈された。                                                                                      | 『扶桑略記』『大鏡』                           |
| 官位追贈             | 正暦4年（993年）8月、道真に正二位左大臣を追贈され、勅使が安楽寺に赴いたところ、不思議なことに漢詩が化現した。翌5年ごろさらに正一位太政大臣の位を追贈された。                                                       | 『菅家後集』『正暦四年宣命及び解』『大鏡』     |
| 北野宮繁盛           | 村上天皇の御代以来、北野宮は繁盛し、霊験あらたかである。 |                                                |
| 待賢門院女房         | 待賢門院に仕える女房が盗みの疑いをかけられた際、北野社に参籠起請を行ったところ、真犯人の雑仕敷島が盗品を持って現れた。                                                                                             | 『袋草紙』巻4『続詞花集』                      |
| 世尊寺阿闍梨仁俊     | 藤原通俊の子・仁俊が、鳥羽院の女房から自分に懸想しているという中傷を受けた際、北野社に籠もり和歌を詠むと女房は踊り狂ってしまった。仁俊は不動明王の慈救咒で彼女を正気に戻し、薄墨という馬を賜った。                 |                                                |
| 仁和寺阿闍梨         | 西京にあった北野の神輿の旅所の前を、牛車に乗ったまま通り過ぎようとした仁和寺の阿闍梨に神罰が下り牛は頓死し、阿闍梨は裸足で逃げ去った。                                                                             |                                                |
| 仁和寺念西           | 延久2年（1070年）9月ごろ、仁和寺の池上に念西（西念）という僧がおり、熊野那智の参籠で北野で参籠すべしとのお告げを得て、北野社で参籠したところ、翌年彼岸に往生成就という天神の示現を得て、翌年その通り往生を遂げた。 |                                                |
| 銅細工娘             | 承保2年（1075年）ごろ、西七条に住む銅細工師の2人の娘は、母亡き後継母から酷い扱いを受けたが、北野社に祈ったところ、天神の加護により姉は播磨守有忠の北の方となり、妹は宮仕えをして幸福を得た。                       |                                                |
| 八月祭               | 村上天皇の御代に始まった八月祭の盛況。 |                                                |

- 幼稚化現 - 菅原道真という人物を、神が人の姿となって現れたものだとする説話[41]。史実では道真は是善の実子である[42][43][9]。この説話の初見は『菅家御伝記』の元永元年（1118年）大江佐国識語である[41]。内閣文庫『菅家文草』巻6「天神化現記」に「修理大夫資仲朝臣説」とあることから、藤原資仲が修理大夫であった延久2年（1070年）以前にこの説話が成立していたという見方もある[44][45]。上品蓮台寺本『絵因果経』

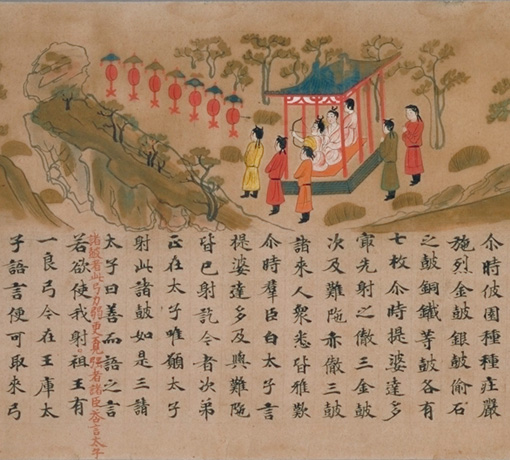
上品蓮台寺本『絵因果経』

- 良香邸弓遊 - 道真が武芸にも秀でていたことを語る説話とも、対策で的を射た回答をしたことに結びつける説話とも言われるが、現実にあったことではないという見解が多数派である[46]。『絵因果経』や『聖徳太子絵伝』にも釈迦や聖徳太子が弓術に優れていた逸話があることから、これらの影響のもと道真の説話も形成されたという説が示されている[47]。
- 吉祥院五十賀 - この法会について道真自身の詩文や同時代史料では言及がない[48]。吉祥院で道真が五十賀の法会を催したのは史実だとみる場合でも、翁が砂金と願文を奉ったというのはあくまで伝承とみるのが一般的である[49]。
- 清涼殿霹靂・清涼殿落雷 - 延喜年間に清涼殿に落雷があったという逸話は、『大鏡』を原典としているが、それ以前の文献には見えない[12]。史実としては『扶桑略記』『日本紀略』に延長8年（930年）清涼殿に落雷があり廷臣に死傷者が出たとの記録がある[12]。こちらは『大鏡』に記述がないことから、時平死後に起きた落雷事件を『大鏡』が時平が太刀を抜いて対峙したという逸話に書き換えたことにより、天神縁起では2度清涼殿に落雷があったかのように描かれることとなったとみられる[12]。
- 日蔵上人巡歴 - 太政威徳天の眷属が延喜14年（914年）の京中焼亡以降様々な天災を生じたことが記述され、「建久の洪水」に言及している点が　従来『扶桑略記』が引用する『日蔵上人冥途記』が典拠とされてきたが、『日蔵夢記』（『北野文叢』巻11）の方が近い関係にあるとの指摘もされている[50]。承久本で完成しているのはこの部分までで、詞書はない。メトロポリタン本が縁起文に忠実に絵画化を行っている。

## 根本縁起（承久本）

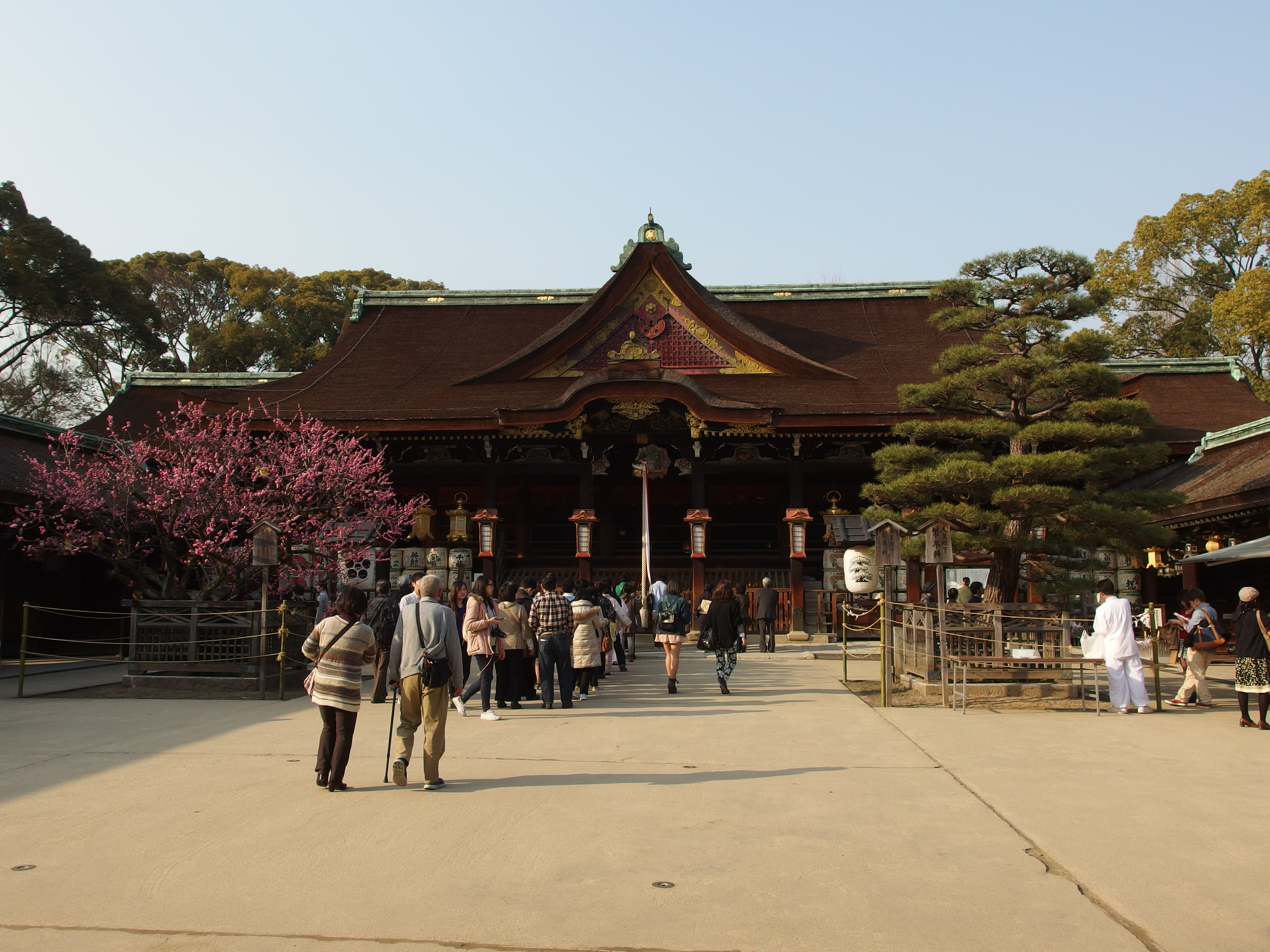
承久本・弘安本・光信本・光起本などを所蔵する北野天満宮

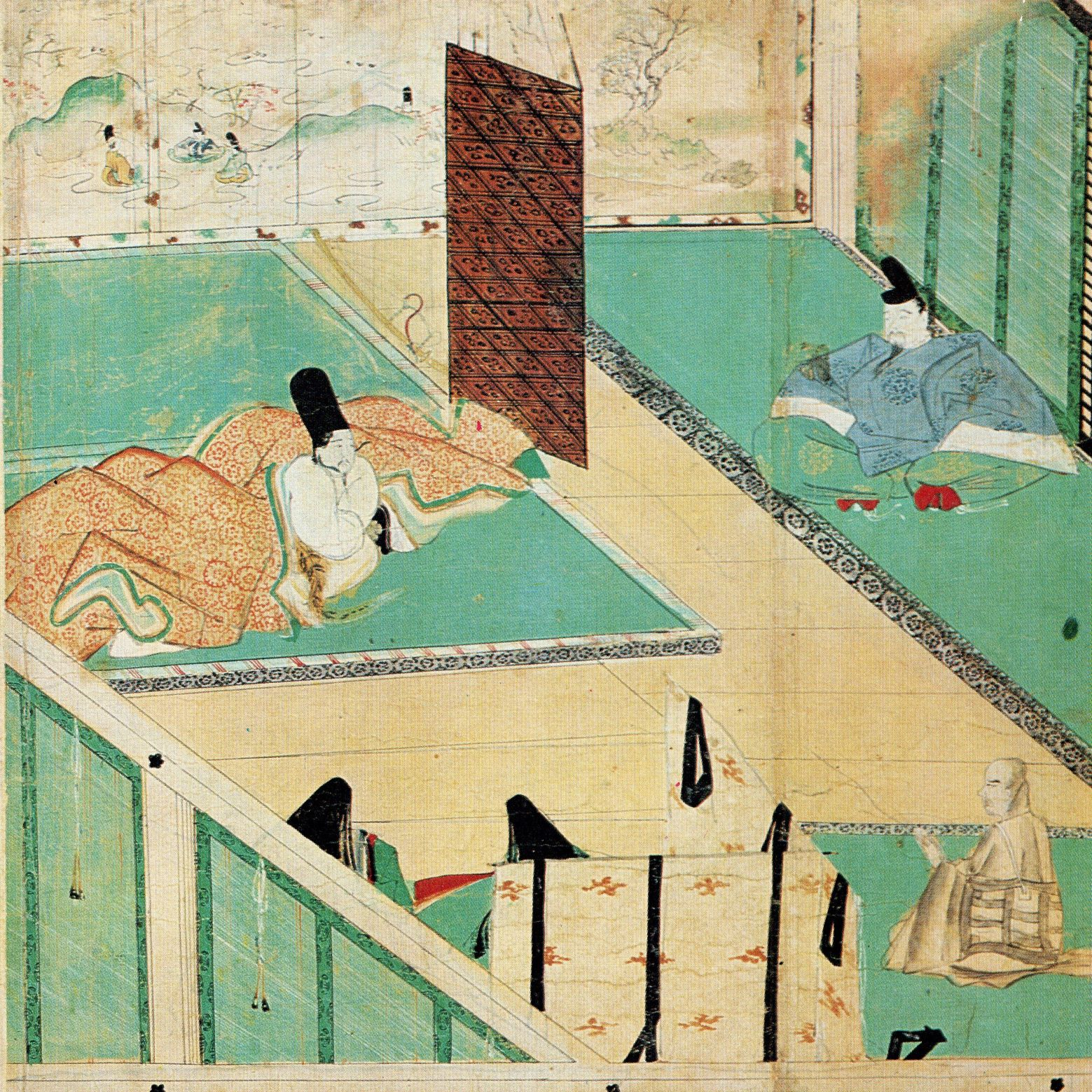
道真の怨霊に苦しむ時平。右下は加持を行う浄蔵、右上はその父・三善清行（承久本北野天神縁起絵巻）

現存する最古の『北野天神縁起』の絵巻が、承久元年（1219年）の詞書を有し北野天満宮が所蔵する「承久本」である。また、建久本・建保本が写本の形でしか残っていないため、『北野天神縁起』そのものとしても現存最古となる。「紙本著色北野天神縁起」の名称で昭和29年（1954年）に国宝に指定されている。縦52センチメートルという大きさは、現存する絵巻物の中では最大となる。これは通常紙の短辺を繋いで作る絵巻を、長辺を繋いで作っているためで、このような例は他に当麻曼荼羅縁起（国宝、光明寺蔵）が知られるだけである。紙本着色。長さは第1巻9.37メートル、第2巻8.42メートル、第3巻10.81メートル、第4巻8.68メートル、第5巻9.24メートル、第6巻9.03メートル、第7巻8.97メートル、第8巻12.12メートル。
序に「爰一条院の御宇寛弘元年甲辰十一月廿一日辛丑始て行幸なりしより　承久元年己卯今にいたるまて　聖主十九代つもる月日二百十六年云々」とある。「承久元年」の文言を含む詞書は後の異本にも見られるものの、画風から承久年間の成立を肯定する見解が一般的である。詞書の書風の観点からも、鎌倉時代の宋の影響が見受けられないことから、13世紀前半の作と推定されている。
また建保本にない「故に本地絵像にかきあらはしまいらせて　結縁の諸人の随喜のこゝろをもよをさは　一仏浄土の縁として　必天満大自在天神あはれみをたれまし〱て　二世の大願成就せしめ給へ」という文が挿入されていることから、このときから絵巻の形をとったと考えられている。天神絵巻諸本の元という意味で、根本縁起と称される。
8巻から成り、建久本・建保本の幼稚化現から日蔵上人巡歴まで、全体の約3分の2にあたる部分のみを含んでいる。第1巻から第6巻までは、幼稚化現から延喜帝落飾崩御までを描く。第7・8巻は詞書がなく、それまでの巻とうってかわって六道絵が展開されるが、大きさも一致していることからはじめから同じ絵巻の一部であったと考えられている。第7巻冒頭の僧侶が道賢日蔵であり、冥界を巡り地獄で苦しむ醍醐天皇から道真を祀るよう託され、天慶4年（941年）朝廷に奏上したことが北野天神祭祀の契機となる人物である。しかしこの絵巻は醍醐天皇を描くことなくここで終わっており、未完成である。第7・8巻には色紙形が配置されているものの、その中に文字は書かれていない。それ以降の北野社草創・天神霊験譚に関しては一部の白描下絵が1巻に仕立てられて伝わっており、未完成となっている。これらは天保13年（1842年）の修理時に裏打紙として使われていた紙から発見されたものとなる。また白描下絵の1枚は第7巻の巻末軸付紙となって残っている。第8巻の軸付紙にも紙外に続く墨線2本が確認でき、これも下絵であったと考えられる。
承久本の詞書は建久本・建保本とは「日蔵上人巡歴」以降を欠くこと以外には大きな違いはないが、絵巻物の詞書とするための変更もなされている。まず「献策」「菅家廊下」は絵も詞書もない。「西下」は2段に分けられ、陸路と船出の絵として詞書を追加している。また絵画化されていない部分も多く、「時平子孫栄枯」は詞書の後半を省略されている。また文の途中に絵が挿入されて一文が分断されてしまった箇所もある。
16世紀ごろに北野天満宮のもとを離れて行方不明となっており、第1巻の末尾には文禄5年（1596年）に堺の町奉行・石田正澄の仲介で「泉南大寺」からの返還が実現した旨の慶長4年（1599年）の「覚円親王」による奥書がある。「泉南大寺」とは開口神社のことだと考えられ、「覚円親王」とは誠仁親王の第三皇子・勝輔親王が良恕の法号を称する以前の法号であるとみられる。文亀元年（1501年）時点で行方不明となっていたことが、後述する光信本が作られるきっかけとなった。応永33年（1426年）に性光が絵巻を納める箱を調進していることからその時点では紛失していなかったとみられる。紛失の原因としては、応仁の乱が想定される。

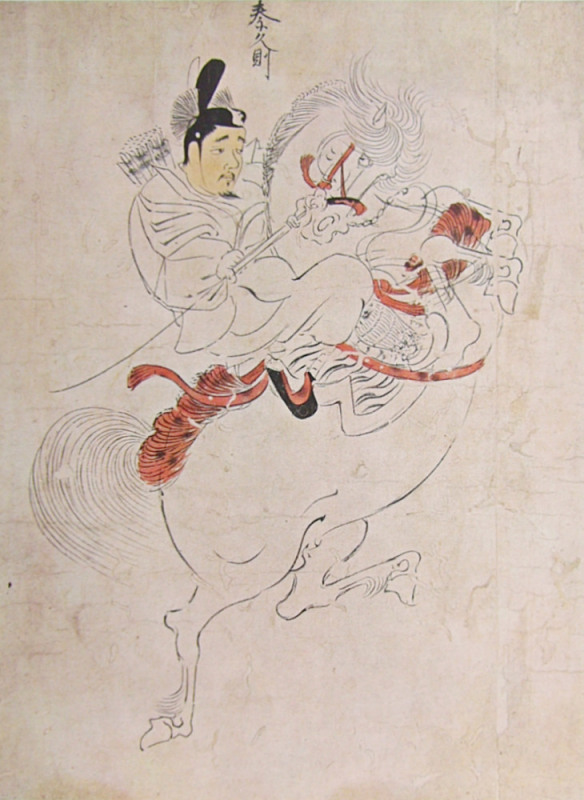
藤原信実『随身庭騎絵巻』

絵の作者としては住吉広行『倭錦』が掲げる藤原信実という説がよく知られている。しかし、信実の画風を伝える『後鳥羽院像』『随身庭騎絵巻』と比較すると差異があると指摘されている。また、貴族である信実の作にしては表現が奔放で、宮中の殿舎の描写が不正確であることから現在は信実説はほとんど支持されていない。源豊宗は第7・8巻の六道図に見える絵仏師的性格から、承久4年（1222年）に法隆寺の『聖徳太子勝鬘経講讃図』を描いたとされる尊智を作者として想定した。尊智説については、真保亨が他の画人の確実な作例が少なく比較困難であることから慎重な立場をとっており、現状通説と言えるものはない。
詞書の筆者として『倭錦』では藤原信実、黒川真頼『訂正増補考古画譜』では「貫雄曰、後京極殿（九条良経）と伝へたれども、光明峯寺殿（九条道家）ならんと或人いへり」という説が示されているが、1206年没の九条良経はありえない。道真の子孫の参議・菅原為長であるとも言われる。実際には複数人の手によるものであることが確認でき、源豊宗は下表のように4人の筆者に分類を行った。源はさらにA、B、Dは後京極様、Cは法性寺様の書流に属し、Cの筆者を女性と推測、Dを藤原教家の貞応3年（1224年）の高野山願文と同筆とみて彼の手によるとした。当時の慣例からAは教家よりも格上の人物となるため、源はAを教家の兄・道家の筆とみて、同時に道家が発願者であったと推測している。笠井昌昭は道家の書が年次の離れたものしかなく比較が難しい点やAに誤字脱字が目立つ点から源の説に疑問を示しており、松原茂は4者を特定の筆者に充てることには慎重な見解を示し、真保亨も松原の慎重説を支持した。
| 巻段       | 内容                               | 詞書分類 |
| ---------- | ---------------------------------- | -------- |
| 第1巻第1段 | 道真、菅原是善の子となる           | A        |
| 第1巻第2段 | 道真11歳詩作                       | A        |
| 第1巻第3段 | 『顕揚大戒論』序を著す             | A        |
| 第2巻第1段 | 都良香邸の弓遊                     | A        |
| 第2巻第2段 | 吉祥院にて五十の賀                 | A        |
| 第2巻第3段 | 任大納言大将                       | A        |
| 第2巻第4段 | 家集天覧                           | A        |
| 第3巻第1段 | 醍醐天皇・宇多法皇密議             | B        |
| 第3巻第2段 | 宇多法皇清涼殿御幸                 | B        |
| 第3巻第3段 | 紅梅殿の別れ                       | C        |
| 第4巻第1段 | 筑紫への道中                       | C        |
| 第4巻第2段 | 筑紫へ船出                         | C        |
| 第4巻第3段 | 御衣を拝し詩作                     | C        |
| 第4巻第4段 | 『菅家後集』を紀長谷雄へ贈る       | C        |
| 第5巻第1段 | 天拝山に祈る                       | D        |
| 第5巻第2段 | 道真死去、安楽寺に葬る             | D        |
| 第5巻第3段 | 道真の霊、尊意を訪れる（柘榴天神） | D        |
| 第5巻第4段 | 清涼殿落雷                         | D        |
| 第5巻第5段 | 尊意参内                           | D        |
| 第6巻第1段 | 時平死去                           | A        |
| 第6巻第2段 | 右中弁公平、冥界で道真に会う       | A        |
| 第6巻第3段 | 再び清涼殿に落雷                   | A        |
| 第6巻第4段 | 醍醐天皇落飾                       | A        |
| 第7巻      | 六道図                             |          |
| 第8巻      | 六道図                             |          |

|                 | 画題                       | 源豊宗説     | 宮次男説         | 真壁俊信説                   | 真保亨説               | 須賀みほ説 |
| --------------- | -------------------------- | ------------ | ---------------- | ---------------------------- | ---------------------- | ---------- |
| 第9巻第1紙      | 山、樹木                   | 西念往生     | 西念往生         | 西念往生北野社庭園           | 日蔵上人六道巡歴       | 比良託宣   |
| 第9巻第2紙      | 建物、鬼2                  | 大政威徳天   | 大政威徳天住所   |                              | 太政威徳天宮           | 威徳天城   |
| 第9巻第3紙      | 建物、鬼2、雲上の鬼        | 大政威徳天   | 大政威徳天住所   |                              | 太政威徳天宮           | 威徳天城   |
| 第9巻第4紙      | 鬼複数                     | 大政威徳天   | 大政威徳天住所   |                              | 太政威徳天宮           | 威徳天城   |
| 第9巻第5紙      | 建物、宝樹、天女、童子     | 大政威徳天   | 大政威徳天住所   |                              | 太政威徳天宮           | 訪都率天   |
| 第9巻第6紙      | 建物、池、橋、天女ら       | 大政威徳天   | 大政威徳天住所   |                              | 太政威徳天宮           | 訪都率天   |
| 第9巻第7紙      | 建物、尼僧、桶を担ぐ女、犬 | 銅細工娘利生 | 銅細工娘開運     | 銅細工娘開運                 | 綾子託宣の段多治比の家 | 綾子託宣   |
| 第9巻第8紙      | 建築中の建物               | 内裏蟲喰板   | 蟲食板の奇相     |                              | 虫食和歌               | 虫喰和歌   |
| 第9巻第9紙      | 神殿、束帯の人物2          | 官位追贈     | 官位追贈         |                              | 官位追贈               | 官位追贈   |
| 第9巻第10紙     | 建物、松、衣被の女性3      | 銅細工娘利生 | 銅細工娘祈願     | 待賢門院女房敷島を見る女房ら | 待賢門院女房北野参籠   | 内裏炎上   |
| 第9巻第11・12紙 | 建物、女房、僧、従者2      | 仁俊潔白     | 仁俊阿闍梨の潔白 |                              | 仁俊潔白               | 仁俊祈禱   |
| 第9巻第13・14紙 | 建物、僧ら                 | 西念往生     | 西念往生         |                              | 西念北野参籠           | 西念参籠   |
| 第9巻第15紙     | 建物、僧ら                 | 西念往生     | 西念往生         |                              | 西念往生               | 西念臨終   |
| 第7巻軸付       | 材木、僧、人夫ら           | 天満宮造営   | 北野天満宮造営   |                              | 北野建立               | 社殿建立   |

## 成立に関する諸説
ここまでに述べたように、建久本も最初に作られた縁起文ではないと考えられており、現存最古の絵巻である承久本は未完成の状態にあることから、これらの成立経緯については様々な説が提示されている。

### 縁起文の成立について

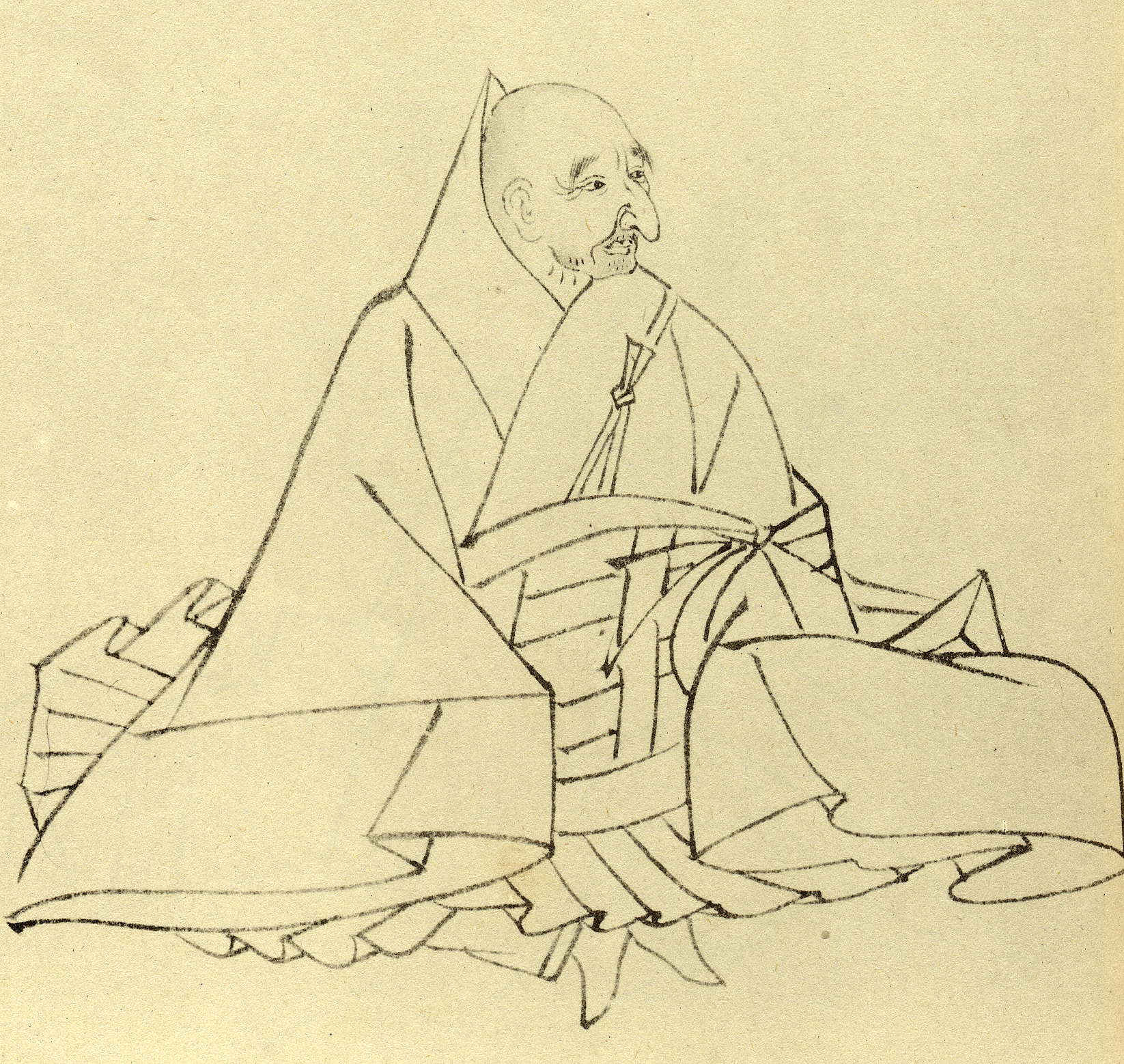
慈円

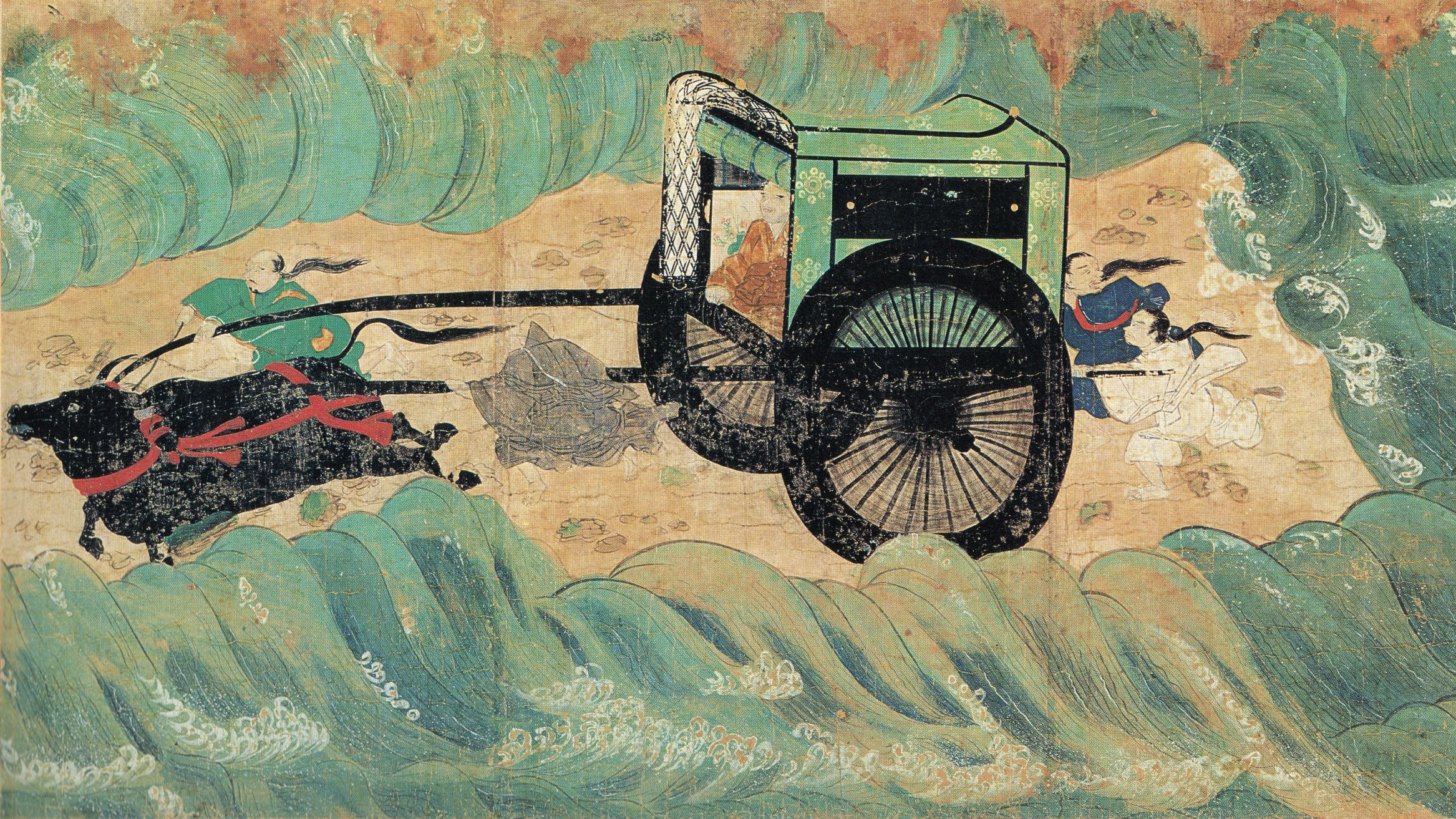
鴨川の水を割って渡る尊意（承久本北野天神縁起絵巻）

天神縁起に含まれる逸話の大半は先行する典籍からの引用だが、柘榴天神・尊意鴨川渡水といった天台座主尊意の法験に関する逸話は天神縁起が初出で、後に『元亨釈書』などに引用された。そのことから、宮地直一は縁起文の作成者を天台宗山門派に属する人物とみなした。
源豊宗は天神縁起では天台宗の法力が強調されていることに加え、時平が道真と親しくその一門の興隆を述べているように九条流に好意的な立場が看取できるとして、建久年間の関白・九条兼実の弟の天台座主・慈円を縁起文の作者として想定した。笠井昌昭も、『愚管抄』に忠平が道真と音信を結び、摂関家が北野社を篤く信仰していることが述べられていることから、慈円との関係を肯定し、慈円の影響のもと大甥・九条道家が摂政就任を祈願して承久本の制作を試みたという可能性を示した。慈円を作者とする説に対し、源が根拠とする『愚管抄』との文体の類似は原資料の同一によるものという西田長男の反論があり、西田は北野社の社僧を作者とした。

### 承久本は最初の絵巻か
建久本・建保本は縁起文の写本が伝わるだけだが、日蔵が参内する場面で太政威徳天の眷属による災厄として承平・天慶の乱、治承・寿永の乱、養和の飢饉などを述べる部分や藤原忠平が道真と親しくその子孫に摂政が絶えないという部分が含まれるのは建久本・建保本だけであり、これらは絵画化困難な場面であると指摘されている。文の繋がりなどのからも建久本・建保本は絵巻物の詞書部分だけが後世に残されたものではなく、はじめから絵を伴っていなかったと考えられている。前述するように承久本が現存する最古の北野天神縁起絵巻であり、はじめて絵画化を行ったことを示すように読める文が含まれていることから最初に作られた絵巻「根本縁起」と称されてきた歴史がある。
これに対し吉田友之は承久本では未完成の白描として残された「官位追贈」段が、白描本・メトロポリタン本とよく類似していることから、これらの祖本となった承久本に先行する絵巻の存在を想定した。他方中野玄三は承久本の白描も後世の絵巻の祖本として利用されたとみて、承久本を最初の絵巻であるとしている。
須賀みほは、スペンサー本・佐太文明本にのみ八月祭の段直前にある記述「家々の日記あまねしといへとも聊九牛一毛をぬき後素に顕すとなり」が縁起の絵画化を示す文章と解し、両本の祖本が承久本以前に遡るという立場から、承久本以前から縁起文を図像化する試みは存在したという見解を示した。承久本以前の絵画祖本について須賀は以下のような推定を行っている。第一に、承久本や杉谷本の「時平薨去」段は人物の配置・姿勢など顕著な一致を見せるにもかかわらず、杉谷本だけは畳と床の境界線を簀子の縁と解釈し屋内と屋外が混乱した場面を構成してしまっていることから、これらの元になった祖本は大まかな形態線だけで構成された下絵の状態であったとみられる。第二に、諸本ごとに詞書と絵の区切りが異なることも多く、杉谷本「柘榴天神」段の左端には承久本・佐太文明本などで次段「清涼殿霹靂」の右端にある塀が描かれていることや、承久本の「天拝山」段の左に描かれる家屋も他本では詞書を挟んで次の「薨去安楽寺墓所」段に含まれる道真臨終場面の建物であるとみられることから、祖本は絵と詞書を交互に連ねるのではなく、詞書を挟まず絵のみを連続させて描いていたとみられる。

### 承久本が未完成となった理由
下店静市は、承久元年ごろに開始されたこの絵巻の制作が中断された原因として、承久3年（1221年）に発生した承久の乱を可能性として示した。笠井昌昭は前述のように承久本は摂政就任を祈願する九条道家によって制作が開始されたものとみて、承久の乱の勃発により仲恭天皇が廃位され道家が摂政を罷免されたことで制作を継続する意義が失われたとしている。
中野玄三は、承久本の制作途中で六道絵を描くように計画を変更したと解し、九条道家あるいは近衛家実が承久本の発願者の可能性を指摘しつつ、承久の乱の直前に鎌倉に情報を提供し後鳥羽院から敵視されていた西園寺公経が天神の加護を求めて制作を試みた可能性が高いとしている。

### 承久本絵画先行成立説
須賀みほは、前述する承久本に先行する絵巻の存在を前提として、承久本は詞書に先行して絵画部分が成立したという説を提示している。7・8巻の六道図など、詞書を無視したかのような長大な図像が続くこと、「紅梅殿別離」段の北の方の嘆きや筑紫への船出を見送る人々など、絵の情景を元に加えられたとみられる文が詞書にあることをその根拠とする。ここで想定される承久本の制作方法は、先行する絵巻をもとに絵画部分を作り、その後絵に合わせて文を加えた詞書を筆写して絵の間に挿入していくというものであり、須賀は六道図の段階でその構想が破綻に至ったことがそれ以降の絵画が白描のまま制作を中断された原因となった可能性を指摘している。須賀説では承久本の絵の成立は1190年から承久年間の間とみることとなる。

## 諸本
梅津次郎は詞書の書き出しによって諸本を甲・乙・丙類の3種類に分類した。村上学はこれら3種に属さない安楽寺本系統を丁類として4種類目に加えた。この分類は詞書によるものなので、詞書では甲類や乙類に属する場合でも絵については丙類の弘安本の系統に位置付けられる例がある。

### 甲類
「王城鎮守の神々多くましませと･･･」（※絵巻物でない建久本・建保本も甲類に分類される。）
各種類の中でも多様化の傾向が強く、はっきりした共通点は見いだしにくいが、日蔵上人巡歴の地獄の描写が詳しいことに特色がある。甲類はさらに「建久のいまにいたるまで」とする建久本系統（建久本・荏柄本・英賀永正本）、「建保のいまにいたるまで」とする建保本系統（建保本・佐太文安本）、「承久元年己卯今にいたるまで」とする承久本系統（承久本・メトロポリタン本・平久里本・大生郷本・杉谷本・菅生本）の3種類に分けることができる。須賀みほは諸項目の記述の一致によって甲類を古体（建久本・建保本・スペンサー本・佐太文明本・承久本）と新体（荏柄本・杉谷本・菅生本・メトロポリタン本・平久里本）に2分できることを示し、承久本・荏柄本については中間に近い位置にあるとしている。
建久本・建保本・承久本
前述。
白描本『北野本地』

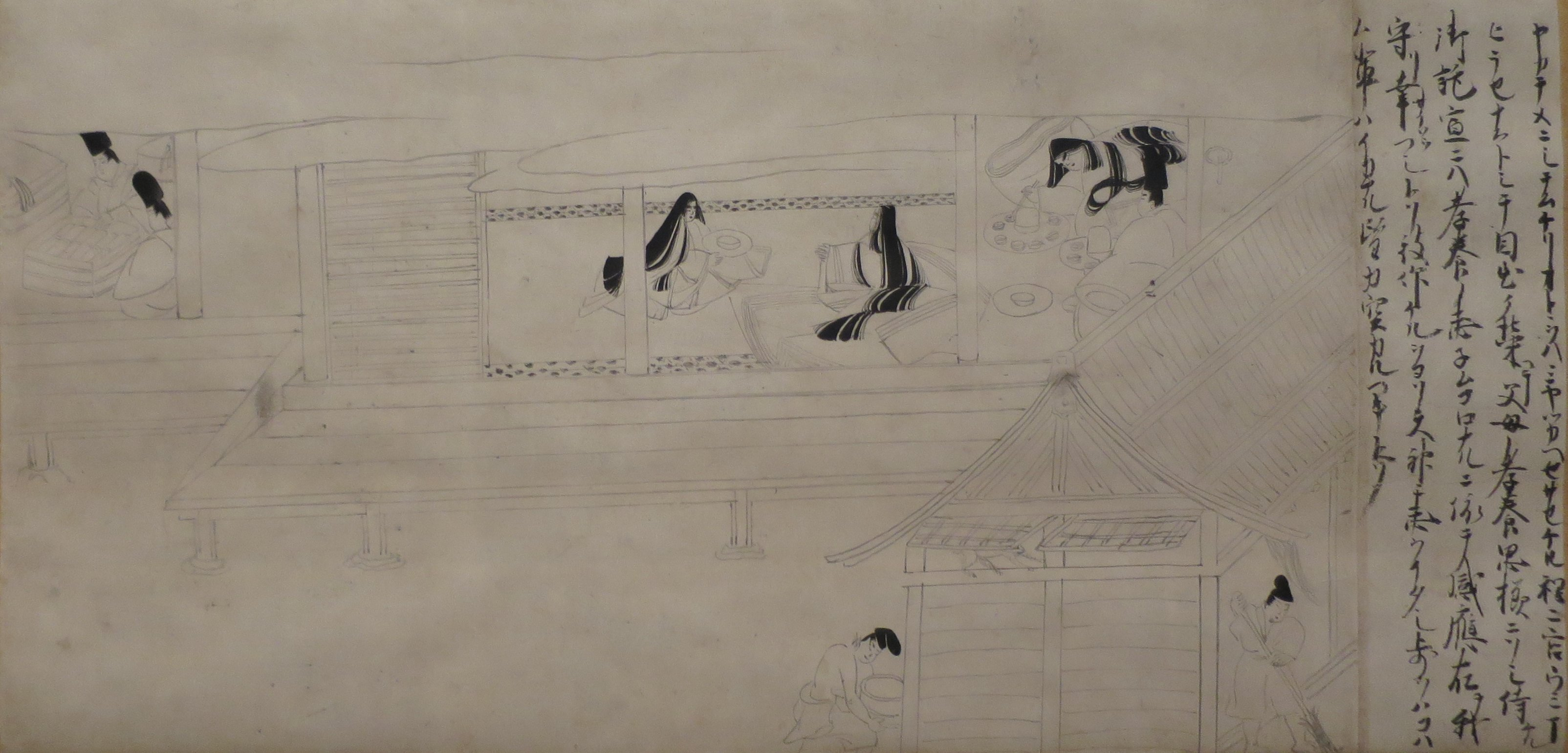
白描本「銅細工師娘利生」ホノルル美術館蔵

3巻本の下巻にあたる巻で重要美術品に指定されていたが第二次世界大戦後分割され、京都国立博物館、シカゴ美術館、ブルックリン美術館、ホノルル美術館など国外を含む各地に分蔵される。詞書はカタカナ交じりとなっている点が珍しい。13世紀。
メトロポリタン本

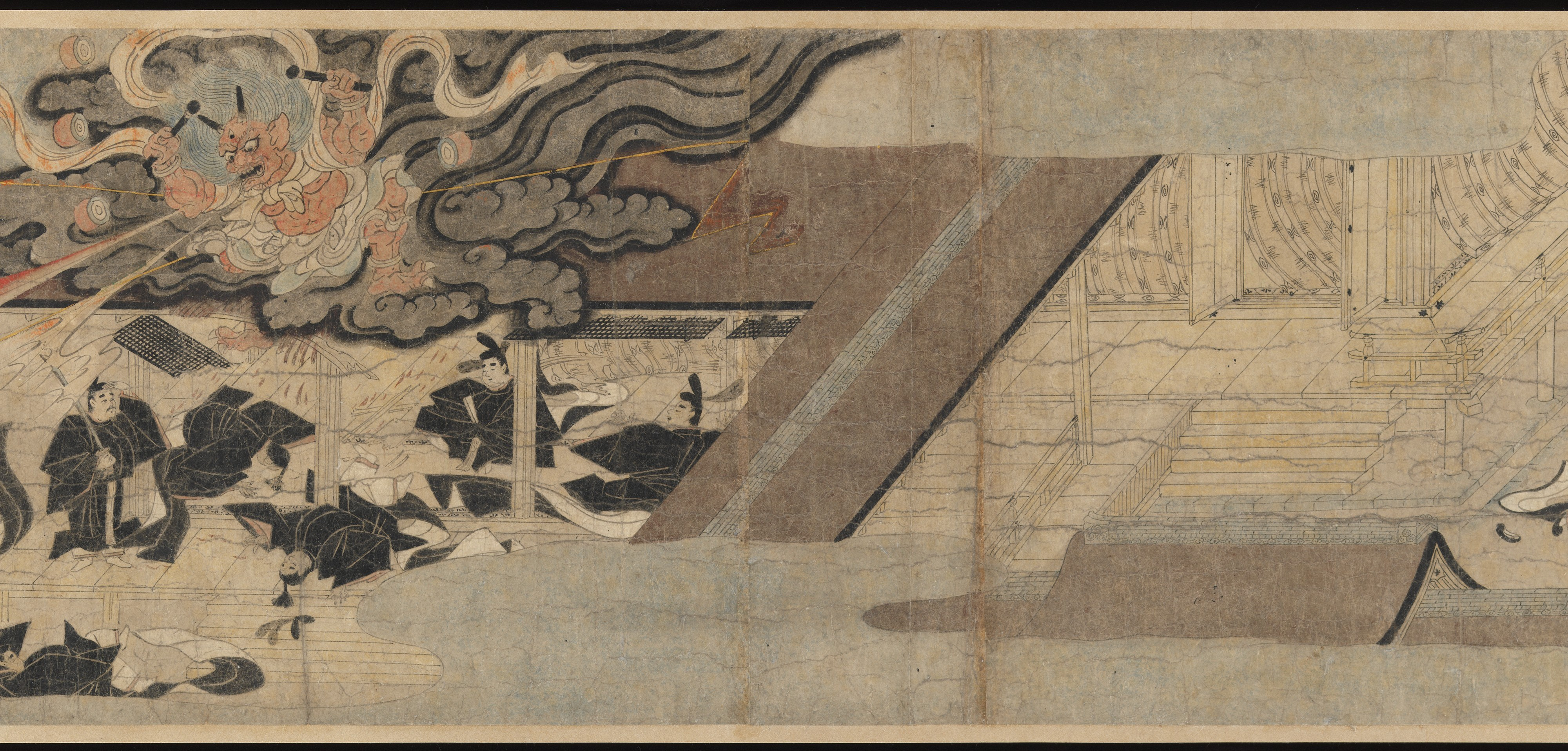
メトロポリタン本「清涼殿霹靂」

メトロポリタン美術館蔵。鎌倉時代後期。13世紀後半。制作当時は4巻本だったとみられるが、明治33年時点で3巻本となっており錯巻が多く、1973年の修理にあたって5巻に仕立てられた。日蔵上人巡歴に多くの紙幅を割き、詞書も『日蔵夢記』とほぼ同一であることが特記される。制作当初から「尊意鴨川渡水」の後に「清涼殿霹靂」が描かれている点が特殊で、詞書にも独自要素がみられる。「大山寺宝寿院文庫」印が捺されていたが、どの寺院かははっきりしない。
荏柄本『荏柄天神縁起』
尊経閣文庫蔵。3巻。もとは荏柄天神社に伝来した。下巻末に「元応屠維之年」の奥書があることから元応元年（1319年）の作とされる。奥書末尾の「右近将監藤原行長」は画家という説と奉納者という説があり、画家とみれば、土佐左近将監行広など土佐派との関連が想定できる。笠井昌昭は藤原行長を荏柄天神社に隣接する二階堂を本拠地とした二階堂氏の人物として、奉納者と解している。他方須賀みほは後述和歌浦本の存在から荏柄本を、元応元年に北野社に奉納された本を奥書ごと筆写したものであると推測している。重要文化財。
平久里本
千葉県平群天神社蔵。3巻。上・中巻は14世紀の作と推定されるが、下巻には文安3年（1446年）奉納の奥書があり作風も異なる。千葉県指定有形文化財。
旧中野本
零本1巻、中野荘次蔵。6巻構成だったものの最終巻か。
岩松宮本
3巻、貞治6年（1367年）。詞書は甲類に分類されるが、絵は乙類の津田本に近い。
大生郷本
茨城県大生郷天満宮蔵。応永22年（1415年）の奉納で、上下2巻である点や他作例では絵のない場面を絵画化する点など独自色が強い。茨城県指定有形文化財。
杉谷本
三重県杉谷神社蔵。3巻、応永26年（1419年）。三重県指定有形文化財。
菅生本
大阪府菅生神社蔵。3巻、応永34年（1427年）。願主は誓願寺阿闍梨杲盛、弘川寺曼荼羅院の僧が制作にあたり、河内国野田庄の総社高松宮に奉納されたものであるという。
佐太本（文安本）
大阪府佐太天神宮蔵。文安3年（1446年）の箱書があり、詞書が建保本系統である点が特筆される。絵は丙類の弘安本の系統に属し、その中では耕三寺本に最も図様が近い。守口市指定有形文化財。
佐太本（文明本）
大阪府佐太天神宮蔵、6巻、文明11年（1479年）奉納の奥書がある。
スペンサー本
ニューヨーク公共図書館のスペンサーコレクションに含まれている。6巻。鉛筆書きで1633年の作成で1923年に反町茂雄から購入されたとの書き入れがある。表現からは15世紀末から16世紀の作とみなされている。スペンサー本と佐太文明本の詞書は他本に含まれない内容が共通するなど、きわめて近接した関係にあり、しかもその内容は丙類正嘉本や丁類にも含まれることから、須賀みほは両本は建久本・建保本以前の祖本から分岐派生したものとしている。図様の点でもスペンサー本と佐太文明本は一致が非常に多く、加えて杉谷本も図様の点では一致が多い。またこれら3作例のみが図像化している場面もある。
英賀本（永正本）
兵庫県英賀神社蔵。3巻、永正4年（1507年）。永禄7年（1564年）に英賀神社に奉納されたという奥書がある。詞書は上巻冒頭に異筆部分が見られるものの全体を通して同一筆跡とみられるが、絵は2人の作者が分業したとみられ、吉田友之は中巻日蔵巡歴の直前で、須賀みほは中巻と下巻の間で画者が異なると推測している。兵庫県指定有形文化財。
道明寺本
大阪府道明寺天満宮蔵、3巻。慶長14年（1609年）三好丹後守房長が道明寺に奉納したものとされる。
和歌浦本
和歌山県和歌浦天満宮蔵。荏柄本とほぼ同一の奥書の後に、北野社に納められていた行長の縁起を写し貞享2年（1685年）に水野隠岐守源重盛によって「紀伊国海士郡明光浦菅神聖廟」に奉納した旨の奥書がある。
宮内庁蔵三巻本
宮内庁三の丸尚蔵館蔵。17世紀中ごろの作。

### 乙類
「日本我朝は神明の御めくみことにさかりなり･･･」
乙類はさらに津田本ら第一種と、いくつかの段が追加されている光信本・光起本・光増本・飛鳥井本など第二種に分類される。都良香が羅城門の鬼から詩を授かり、鬼の作であると道真に看破される話と、陣座で非道なことをする時平がある史の機転で退去する話の絵詞が追加されている。
津田本
兵庫県津田天満神社蔵、奈良国立博物館寄託。3巻。重要文化財。永仁6年（1298年）の奥書をもち、同年の制作とみられる。奥書の「前出羽守藤原朝臣親泰」を、梅津次郎は宇都宮時綱の子・親泰とみており、彼は宝治元年（1247年）の宝治合戦で父時綱と兄時村を失い、叔父頼業の養子となっていることから時代的に矛盾しない。ただし『尊卑文脈』は宇都宮親泰を淡路守と記しており、出羽守の経歴が確認できず、津田天満神社の所在する播磨との関係も明らかではない。
英賀本（明徳・応永本）
兵庫県英賀神社蔵。3巻本で上巻に明徳2年（1391年）の、下巻に応永2年（1395年）の奥書を有する。3巻とも書風は一致するが上下巻の図様が津田本の系統に属するのに対し、中巻の絵は弘安本系に属する。兵庫県指定有形文化財。
伊保庄本
出光美術館蔵。3巻本の下巻。応永10年（1403年）に「播州伊保庄社中」に奉納された旨の識語があり、同年の作とみられる。詞書には津田本と共通の誤字があり、絵もよく一致している。幅42センチは乙類の中では大型となる。重要美術品。
常盤山本
常盤山文庫蔵、3巻、重要美術品。図像は津田本とも岩松宮本とも近似しており、両者の中間的位置を占めると考えられる。
上宮本『太政威徳天縁起』
大阪府上宮天満宮蔵。6巻本のうち2巻、長禄3年（1459年）。6巻本のうち第2、3、5、6巻に長禄3年（1459年）法印権大僧都行乗の奥書があり、第1、4巻は正徳5年（1715年）の後補とされる。
光信本

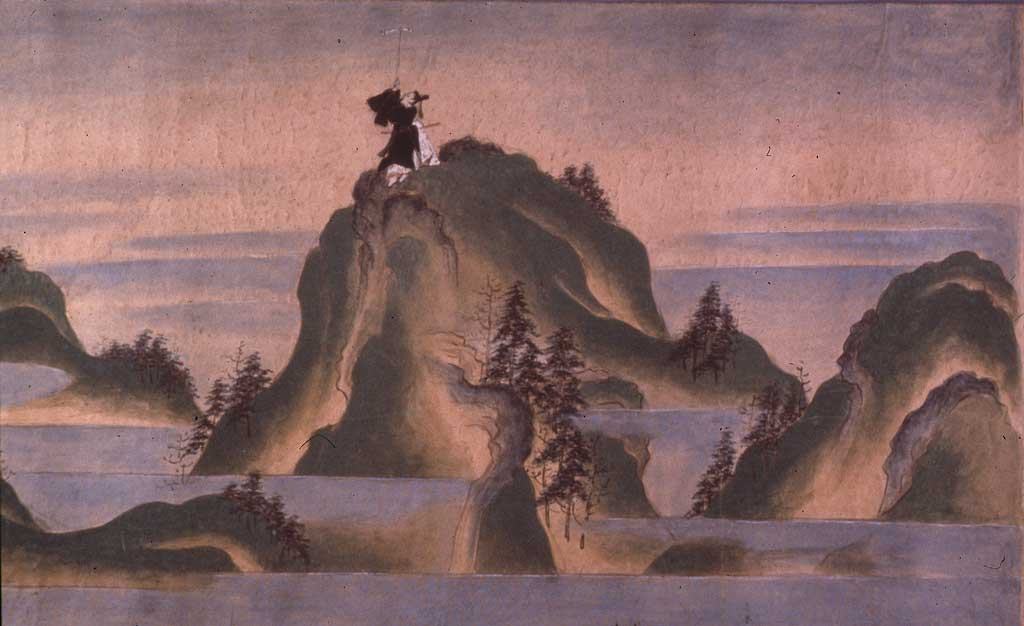
光信本「天拝山」

京都府北野天満宮蔵。3巻、文亀3年（1503年）の完成。絵・土佐光信、詞書・三条西実隆。詞書は乙類系統だが、絵は弘安本に近いことが指摘されている。弘安本の中では特に津田本・宮内庁六巻本を踏襲した図様が多いが、先行作例では杉谷本・佐太文明本・スペンサー本のみが描く「菅公薨去」「天神述奏」段や先行作例に含まれない「羅城門鬼」段を描いている点などから弘安本とは異なる系統の図様も取り入れていることが分かる。重要文化財。
光起本
京都府北野天満宮蔵。下巻に「土佐法眼常昭筆」と署名があるように、絵は土佐光起が法眼となった晩年、貞享2年（1685年）から元禄4年（1691年）の時期の作である。詞書は41段を1段ずつ一条兼輝・鷹司兼煕らが分担したが、そのために完成が遅れ、北野天満宮に奉納されたのは寛延3年（1750年）のことであったと奥書に見える。詞書はほぼ光信本を踏襲するが、一部光信本ではなく飛鳥井本と共通する部分もある。絵については光信本よりむしろ弘安本に近い部分が多いものの、光信本を参考とした部分も見受けられる。重要文化財。
光増本
『北野文叢』巻22所収『天神記 上下』光乗院蔵本。絵は伝わらないが、永徳3年（1383年）土佐光増が描いたものだったことが奥書から確認できる。
飛鳥井本
『群書類従』巻19所収『北野縁起』。飛鳥井雅章所筆本を底本とするとされる。縁起文のみ。

### 丙類
「漢家本朝霊験不思議一にあらさる中に･･･」
甲類とは対照的に、絵・詞ともに同一の型をとっていることが指摘されている。詞書では丙類に分類できない場合でも図像の面では弘安本に近い例も多く、甲類の佐太文安本や乙類の英賀明徳応永本中巻・光信本・光起本などの絵は弘安本の系統に属する。
正嘉本
現存はしないが正嘉2年（1258年）の奥書を持ち、上宮絵詞本や建治本、さらには弘安本など丙類諸本の祖本となったとみられる。
上宮絵詞本
大阪府上宮天満宮蔵、2巻、詞書のみ、江戸時代の写本。建治本と同じく正嘉本の奥書を引き写している。
建治本

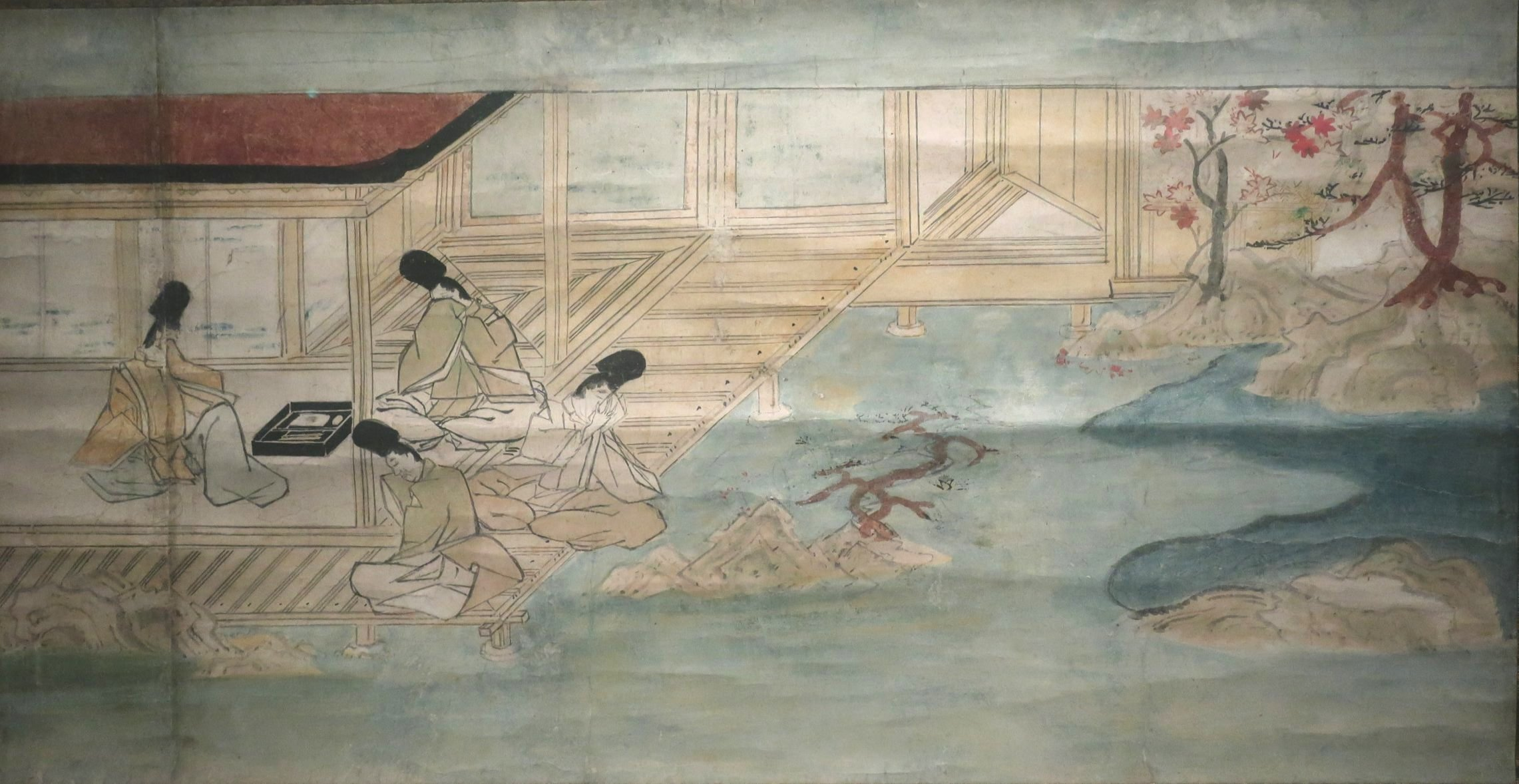
建治本「恩賜御衣」（サンフランシスコ・アジア美術館蔵）

大阪府和泉市久保惣記念美術館、東京国立博物館、サンフランシスコ・アジア美術館ほか分蔵。詞書末に「于時聖暦戊午正嘉第二の冬十月比」とある。上巻末に建治3年（1277年）白描の状態で京都からもたらされたものに延文5年（1360年）に着彩したものであると記述があることに由来する名称。建治本の誤写を弘安本が受け継いでいないことから正嘉本そのものではないとみられる。
弘安本（行光本）

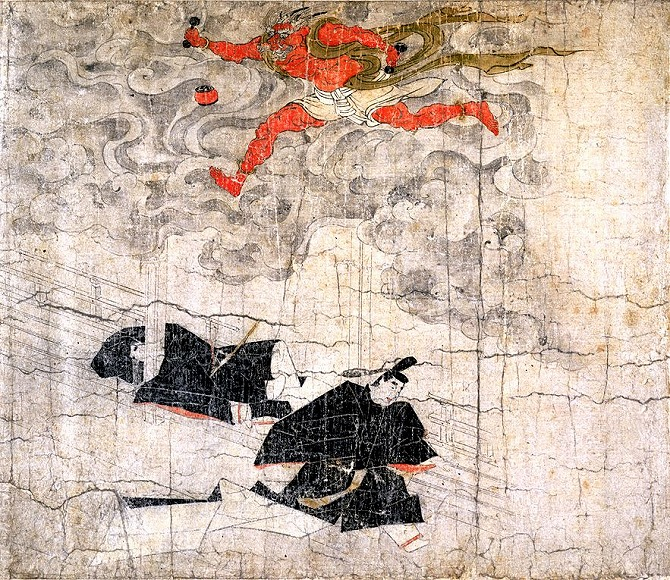
弘安本「清涼殿霹靂」（東京国立博物館蔵）

北野天満宮ほか分蔵。下巻に「于時聖暦戊午弘安元年夏六月」とあり、同様の記述を持つ本の中で最も古くその祖本であることから弘安元年（1278年）の作であるとみられる。しかし同年は戊寅年であり、これは正嘉本から正嘉2年の干支である戊午をそのまま写してしまったことが原因とみられる。北野天満宮蔵の3巻および東京国立博物館蔵の断簡2巻・大東急記念文庫・サンリツ服部美術館蔵の断簡がそれぞれ重要文化財の指定を受けている。国外ではシアトル美術館やフィラデルフィア美術館に断簡が所蔵される。詞書と絵を両方含む北野天満宮蔵の3巻（他は絵のみ）では、詞書と絵で紙の幅が異なり、皺も連続しないことや、前述のように絵は弘安本系統であるのに詞書は別系統の写本が存在することから、元は絵だけで成立していた可能性が指摘されている。土佐行光筆とされるのは後世の付会である。
松崎本『松崎天神縁起』

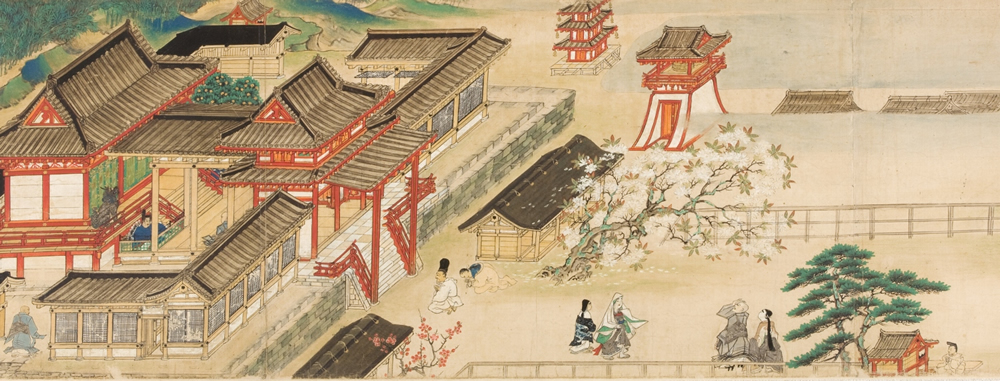
『松崎天神縁起』巻6

山口県防府天満宮蔵。重要文化財。6巻。第6巻に応長元年（1311年）の奥書を持ち、同年ごろの制作とみられる。第6巻で松崎天神の由来について述べられる点に特徴がある。それに伴う改変のため原本である弘安本からモチーフの移動や省略を生じてはいるものの、他本と比べて弘安本の描写に忠実であるため、弘安本から直接模写を行った作例とみられる。詞書には弘安本と相違し上宮絵詞本・建治本と一致する箇所があるため、弘安本から変形したものではなく正嘉本の詞書に依拠したものであると考えられる。
根津本
根津美術館蔵。6巻。「弘安元年夏六月」という弘安本の詞書を継承しており、絵からは14世紀末から15世紀前半の作とみられる。重要美術品。
宮内庁六巻本（御物本）
宮内庁三の丸尚蔵館蔵、6巻。「弘安元年夏六月」という詞書を継承している。根津本と絵の描線がよく一致するが、互いに省略・描き落としが存在するため、両本は同一祖本からの透写本の関係にあるとみられる。15世紀の制作とみられる。
耕三寺本（旧久松本）
耕三寺博物館蔵、断簡1巻。絵のみのため詞書の分類はできないが、絵は弘安本系統。14世紀後半。重要美術品。
永青文庫本
永青文庫蔵、6巻。「弘安元年夏六月」という詞書を継承している。絵は15世紀の作と推定。

### 丁類
「伝へ聞く三葉の葦海上に開けしより･･･」
『続群書類従』所収『北野天神縁起 安楽寺本』が代表例として知られるため、「安楽寺本系」とも呼ばれる。甲乙丙類が仮名交じりであるのに対し、唯一漢文体のものを含む系統である。『神道集』巻9「北野天神事」は丁類の縁起文を元にしているとみられる。縁起文のみで絵巻物の形態の例は知られていなかったが、若干例が確認されるに至っている。日蔵巡歴段の三界六道の描写に詳しい点に特徴がある。荒木良雄は北野天神縁起は漢文として発生したものが仮名交じり文に発展したという想定のもと、安楽寺本系が縁起の原初に近い形態を伝えているという説を唱えた。これに対し村上学は安楽寺本に属する複数の諸本を検討し、建久本・建保本と近い関係にあることを認めたものの、安楽寺本系統がそれらに先行する可能性については否定した。真保亨は、丁類には建久本に含まれない「仁和寺念西」「銅細工娘」の2段が含まれることから、建保本に先行することは否定しつつも、2段の記述が白描本・メトロポリタン本とよく一致することから、丁類の成立を13世紀前半と推定している。須賀みほは甲類古体のうち建久本・建保本にのみ含まれる部分とスペンサー本・佐太文明本にのみ含まれる部分を丁類が含むことから、丁類は諸本最上位の祖本に近い位置にある可能性を指摘している。
黒川本
近世初期の写本、黒川真頼旧蔵、カタカナ漢字交じり、絵なし。國學院大學図書館蔵。
梅椿坊本
『北野文叢』巻18所収、カタカナ漢字交じり。
赤木文庫本『天神御本地』
室町時代の巻子本、ひらがな漢字交じり。
一行坊本
『北野文叢』巻19所収、ひらがな漢字交じり、上下巻。
安楽寺本『安楽寺縁起』
近世の写本、内閣文庫蔵、漢文体、絵なし。『続群書類従』所収。
東坊城本
『北野文叢』巻20所収、序文漢文体、ほかはカタカナ漢字交じり。絵があったことが記録される。
慶大本『天神の本地』
慶応大学図書館蔵。近世初期の写本、上中下3巻、絵ははぎとられて無いが、奈良絵本とみられる。
東大本『安楽寺縁起』
東京大学図書館蔵。
天理本『天満大自在天神の御本地』
天理図書館蔵、近世初期の写本。
広島本『天神の本地』
広島大学国語国文学研究室蔵。
天理別本『天神のゑんぎ』
天理図書館蔵、室町時代中期の写本。
筑波大学本『天満天神縁起』
筑波大学蔵、康暦2年（1380年）の年紀がある。
ギメ東洋美術館本『大政威徳天縁起』
フランスギメ東洋美術館蔵。天文7年（1538年）、紙本着色、6巻。詞書は甲類系統だが序文は丁類で、乙類第二種・丁類にはあるが甲類にはない説話も含んでいる。
常照皇寺本
京都府常照皇寺蔵。紙本着色、上中下巻のうち中巻とみられる零本のみ。
草岡神社本
滋賀県草岡神社蔵。紙本着色、3巻、享保20年（1735年）。